# Liste der denkmalgeschützten Objekte in Feldkirch
Die Liste der denkmalgeschützten Objekte in Feldkirch enthält die 301 denkmalgeschützten, unbeweglichen Objekte der Vorarlberger Stadtgemeinde Feldkirch.

## Denkmäler
| Foto |                 | Denkmal                                                                                                   | Standort                                             | Beschreibung | Metadaten |
| ---- | --------------- | --- | ---------------------------------------------------- | --- | --- |
| ja   | Datei hochladen | Römische Siedlung Feldkirch-Altenstadt, Flur Uf der Studa HERIS-ID: 63593 Objekt-ID: 76264seit 2014       | Standort KG: Altenstadt                              | Auf der Flur „Uf der Studa“ wurde ein größerer Komplex römischer Baureste entdeckt, der zur kaiserzeitlichen Straßensiedlung Clunia gehört haben könnte. | BDA-Hist.: Q38103834 Status: Bescheid Stand der BDA-Liste: 2025-06-30 Name: Römische Siedlung Feldkirch-Altenstadt, Flur Uf der Studa GstNr.: 1053, 1047, 1058, 1055, 1031, 1045, 1048, 1025, 1024, 1034, 1035, 1046, 1036, 1050, 6303, 1033/1, 1033/2 |
| ja   | Datei hochladen | Kapelle zu den hll. Martin u. Petronilla HERIS-ID: 74626 Objekt-ID: 88052                                 | Altenstadt Standort KG: Altenstadt                   | Die Kapelle wurde 842 urkundlich erwähnt, 1505 vergrößert und 1888 zu einer Lourdesgrotte umgestaltet. Sie verfügt über einen Chor, ein Langhaus und eine eingeschoßige Sakristei. | BDA-Hist.: Q2080700 Status: § 2a Stand der BDA-Liste: 2025-06-30 Name: Kapelle zu den hll. Martin u. Petronilla GstNr.: .76 |
| ja   | Datei hochladen | Schloss Amberg HERIS-ID: 74575 Objekt-ID: 87991                                                           | Amberggasse 43 Standort KG: Altenstadt               | Mit dem Bau des Ansitzes Amberg auf einer Anhöhe nördlich des Bahnhofs wurde kurz vor dem Jahr 1502 begonnen. Bis ins Jahr 1795 gab es eine rasch wechselnde Besitzerfolge; seither ist der Ansitz in bürgerlichem Besitz. Das viergeschoßige wohnturmartige Gebäude unter einem Krüppelwalmdach wurde im 20. Jahrhundert nach Norden durch einen Ausbau des Stiegenhauses erweitert. | BDA-Hist.: Q38135510 Status: Bescheid Stand der BDA-Liste: 2025-06-30 Name: Schloss Amberg GstNr.: .159/1 Schloss Amberg (Feldkirch) |
| ja   | Datei hochladen | Villa HERIS-ID: 82205 Objekt-ID: 96019seit 2017                                                           | Ardetzenbergstraße 51 Standort KG: Altenstadt        | Die Villa mit turmartigem Eckerker wurde um 1900 erbaut. | BDA-Hist.: Q38177905 Status: Bescheid Stand der BDA-Liste: 2025-06-30 Name: Villa GstNr.: .633 Ardetzenbergstrasse 51 (Feldkirch) |
| ja   | Datei hochladen | Villa Ganahl HERIS-ID: 33447 Objekt-ID: 30990                                                             | Bahnhofstraße 6 Standort KG: Altenstadt              | Die Villa auf asymmetrischem Grundriss mit altdeutschen und barockisierenden Stilformen wurde im Jahr 1884 erbaut. | BDA-Hist.: Q37952255 Status: Bescheid Stand der BDA-Liste: 2025-06-30 Name: Villa Ganahl GstNr.: .331/1 Villa Claudia (Feldkirch) |
| ja   | Datei hochladen | Villa Zweifel HERIS-ID: 11320 Objekt-ID: 7405                                                             | Bahnhofstraße 8 Standort KG: Altenstadt              | Die strenghistoristische Villa mit kubischem Baukörper und Mittelrisalit entstand um 1880. | BDA-Hist.: Q38096662 Status: Bescheid Stand der BDA-Liste: 2025-06-30 Name: Villa Zweifel GstNr.: 4920 Villa Menti (Feldkirch) |
| ja   | Datei hochladen | Villa und zwei Wirtschaftsgebäude HERIS-ID: 74585 Objekt-ID: 88004                                        | Bahnhofstraße 23 Standort KG: Altenstadt             | Die strenghistoristische Villa mit seichtem Mittelrisalit wurde zwischen 1880 und 1890 erbaut. | BDA-Hist.: Q38135660 Status: Bescheid Stand der BDA-Liste: 2025-06-30 Name: Villa und zwei Wirtschaftsgebäude GstNr.: .380 |
| ja   | Datei hochladen | Wohnhaus, Levner Bädle HERIS-ID: 74586 Objekt-ID: 88005                                                   | Beim Levner Weiher 9 Standort KG: Altenstadt         | Das als „Levner Bädle“ bezeichnete Gebäude hat seinen Namen von einem Schwefel-Heilbad, das im Zusammenhang mit einem Verkauf im Jahr 1628 urkundlich erwähnt wurde, aber bereits früher existierte. Im 18. Jahrhundert entstand das heutige Gebäude im Stil eines regionalen Landsitzes, das als Wohnhaus genutzt wird. | BDA-Hist.: Q23689574 Status: Bescheid Stand der BDA-Liste: 2025-06-30 Name: Wohnhaus, Levner Bädle GstNr.: .342/1 |
| ja   | Datei hochladen | Evang. Pfarrkirche hl. Paulus HERIS-ID: 83173 Objekt-ID: 97042                                            | Bergmanngasse 2 Standort KG: Altenstadt              | Die Pauluskirche ist die Pfarrkirche der evangelisch-reformierten Gemeinde von Feldkirch. Der Saalbau mit Flachdach und frei stehendem Kirchturm wurde 1965 eingeweiht. | BDA-Hist.: Q2064318 Status: § 2a Stand der BDA-Liste: 2025-06-30 Name: Evang. Pfarrkirche hl. Paulus GstNr.: 4905/6 Pauluskirche, Feldkirch |
| ja   | Datei hochladen | Villa Feldegg HERIS-ID: 74588 Objekt-ID: 88008                                                            | Feldeggasse 2 Standort KG: Altenstadt                | Die bedeutende frühhistoristische Villa aus dem Jahr 1861 wurde später noch maßgeblich umgebaut. Sie weist einen überhöhten Mittelrisalit mit fünf Fensterachsen auf. | BDA-Hist.: Q38135691 Status: Bescheid Stand der BDA-Liste: 2025-06-30 Name: Villa Feldegg GstNr.: 4906/3 Villa Feldegg (Feldkirch) |
| ja   | Datei hochladen | Villa Metzler HERIS-ID: 112736 Objekt-ID: 130949seit 2017                                                 | Fidelisstraße 6 Standort KG: Altenstadt              | Die Villa wurde im Jahr 1935 erbaut. | BDA-Hist.: Q37831842 Status: Bescheid Stand der BDA-Liste: 2025-06-30 Name: Villa Metzler GstNr.: .945 Fidelisstraße 6 (Feldkirch) |
| ja   | Datei hochladen | Heldenkapelle HERIS-ID: 82201 Objekt-ID: 96015                                                            | Gisingen Friedhof Standort KG: Altenstadt            | Die Heldenkapelle am Friedhof ist ein quadratischer, kuppelgewölbter Bau mit Rundbogenöffnung. | BDA-Hist.: Q38177873 Status: § 2a Stand der BDA-Liste: 2025-06-30 Name: Heldenkapelle GstNr.: .446 Heldenkapelle (Feldkirch) |
| ja   | Datei hochladen | Villa HERIS-ID: 74600 Objekt-ID: 88020                                                                    | Grabenweg 2 Standort KG: Altenstadt                  | Die Villa mit kubischem Baukörper, Bänderung und Quaderung wurde Anfang des 20. Jahrhunderts errichtet. | BDA-Hist.: Q38135830 Status: Bescheid Stand der BDA-Liste: 2025-06-30 Name: Villa GstNr.: .492 Grabenweg 2, Feldkirch |
| ja   | Datei hochladen | Spinnereianlage Hämmerle in Gisingen HERIS-ID: 66487 Objekt-ID: 79370                                     | Hämmerlestraße 22, 38, 44-50 Standort KG: Altenstadt | Die eingeschoßige Fabriksanlage mit einem Werkskanal wurde in den Jahren 1892 bis 1895 erbaut. | BDA-Hist.: Q38113067 Status: Bescheid Stand der BDA-Liste: 2025-06-30 Name: Spinnereianlage Hämmerle in Gisingen GstNr.: .454, .456, .493, .451, .455, .457, .2402/22                                                                                  |
| ja   | Datei hochladen | Transformatorenhäuschen HERIS-ID: 82200 Objekt-ID: 96014seit 2014                                         | bei Kaiserstraße 39 Standort KG: Altenstadt          | Das Transformatorenhäuschen an der Kaiserstraße wurde 1928 errichtet. | BDA-Hist.: Q38177863 Status: Bescheid Stand der BDA-Liste: 2025-06-30 Name: Transformatorenhäuschen GstNr.: 4224/2 |
| ja   | Datei hochladen | Dominikanerinnenkloster und -kirche Mariä Verkündigung HERIS-ID: 74608 Objekt-ID: 88030                   | Klosterstraße 2, 4 Standort KG: Altenstadt           | Das Kloster und die Kirche der Dominikanerinnen sind seit der 1. Hälfte des 15. Jahrhunderts nachweisbar. Der Klosterbau entstand 1634 und wurde von 1679 bis 1681 vergrößert. Die Kirche wurde im Jahr 1695 neu erbaut. | BDA-Hist.: Q1237942 Status: § 2a Stand der BDA-Liste: 2025-06-30 Name: Dominikanerinnenkloster und -kirche Mariae Verkündigung GstNr.: .2 Dominikanerinnenkloster Feldkirch                                                                            |
| ja   | Datei hochladen | Hauptschule Levis HERIS-ID: 82203 Objekt-ID: 96017                                                        | Mutterstraße 6 Standort KG: Altenstadt               | | BDA-Hist.: Q38177890 Status: § 2a Stand der BDA-Liste: 2025-06-30 Name: Hauptschule Levis GstNr.: 4896/2 |
| ja   | Datei hochladen | Pfarrvikariatskirche Maria Königin des Friedens, Levis HERIS-ID: 74610 Objekt-ID: 88032                   | Mutterstraße 71 Standort KG: Altenstadt              | Die römisch-katholische Pfarrkirche Feldkirch-Levis – ein Saalbau mit Flachdach und freistehendem Turm – wurde 1962 bis 1966 nach Plänen von Willi Ramersdorfer und German Meusburger errichtet. | BDA-Hist.: Q24256438 Status: § 2a Stand der BDA-Liste: 2025-06-30 Name: Pfarrvikariatskirche Maria Königin des Friedens, Levis GstNr.: 4385/4, 4386 |
| ja   | Datei hochladen | Kath. Pfarrkirche hll. Pankratius und Zeno HERIS-ID: 74616 Objekt-ID: 88040                               | Reichsstraße 1 Standort KG: Altenstadt               | Eine Kirche an diesem Ort wurde 896 erstmals urkundlich erwähnt und im frühen 15. Jahrhundert zur Pfarrkirche erhoben. Es wurden mehrere Umbauten und Erweiterungen durchgeführt. Nach größeren Arbeiten in den 1960er Jahren wurde die Kirche 1964 neu geweiht. Das vierachsige, mit Rundbogenfenstern ausgestattete Langhaus und der 1813 errichtete Chor mit 3⁄8-Schluss sind äußerlich kaum gegliedert. An den 1825/1826 errichteten Turm mit Giebelspitzhelm ist südlich die Sakristei angebaut. Das nördlich an den Chor angebaute Querschiff bildet eine Verbindung zum benachbarten Kloster der Dominikanerinnen. | BDA-Hist.: Q24027983 Status: § 2a Stand der BDA-Liste: 2025-06-30 Name: Kath. Pfarrkirche hll. Pankratius und Zeno GstNr.: .1 Stadtpfarrkirche Hll. Pankratius und Zeno (Altenstadt)                                                                   |
| ja   | Datei hochladen | Friedhofskapelle HERIS-ID: 74607 Objekt-ID: 88028                                                         | Reichsstraße 1 Standort KG: Altenstadt               | Die Totenkapelle mit Kegeldach und Rundbogenöffnung steht im Westen des Friedhofs und wurde um 1830 erbaut. | BDA-Hist.: Q38135920 Status: § 2a Stand der BDA-Liste: 2025-06-30 Name: Friedhofskapelle GstNr.: 1 |
| ja   | Datei hochladen | Ansitz, Klostergut HERIS-ID: 82193 Objekt-ID: 96007                                                       | Reichsstraße 86 Standort KG: Altenstadt              | Der zweigeschoßige Ansitz im Barockstil mit Krüppelwalmdach zur Straße sowie rundbogiger Durchfahrt wurde im 18. Jahrhundert errichtet. | BDA-Hist.: Q38177811 Status: § 2a Stand der BDA-Liste: 2025-06-30 Name: Ansitz, Klostergut GstNr.: 301/2 |
| ja   | Datei hochladen | ehem. Siechenhaus mit Nebengebäude HERIS-ID: 82204 Objekt-ID: 96018                                       | Reichsstraße 111, 111a Standort KG: Altenstadt       | Ehemaliges Siechenhaus, heute Jugendherberge. Fachwerkhaus. Zurückgehend auf das 14. Jahrhundert, älteste erhaltene Teile des Hauses vermutlich aus dem späten 16. oder frühen 17. Jahrhundert. | BDA-Hist.: Q17781888 Status: § 2a Stand der BDA-Liste: 2025-06-30 Name: ehem. Siechenhaus mit Nebengebäude GstNr.: .157/1, .157/2 Siechenhaus Feldkirch (Levis)                                                                                        |
| ja   | Datei hochladen | Kath. Pfarrkirche hl. Magdalena HERIS-ID: 74619 Objekt-ID: 88044                                          | Reichsstraße 113 Standort KG: Altenstadt             | Die Kirche zur heiligen Magdalena wurde Anfang des 14. Jahrhunderts erbaut und seither mehrfach renoviert. An das Langhaus und den Chor unter gemeinsamem Satteldach schließt im Süden der Turm mit Spitzbogenschallöffnungen an. Die Fresken an der nordseitigen Innenwand sowie am Chorschluss stammen vom späten 14. bis zum frühen 15. Jahrhundert, wurden aber teilweise durch Ausbruch zerstört oder stark ergänzt. Der Hochaltar mit einem renaissanceartigen Aufbau, die zwei Seitenaltäre und die Kanzel entstanden fast zur Gänze im Jahr 1648. | BDA-Hist.: Q38136045 Status: § 2a Stand der BDA-Liste: 2025-06-30 Name: Kath. Pfarrkirche hl. Magdalena GstNr.: .158 Magdalenenkirchlein (Levis) |
| ja   | Datei hochladen | Landhaus Fortuna HERIS-ID: 74596 Objekt-ID: 88016                                                         | Reichsstraße 129 Standort KG: Altenstadt             | Das Landhaus Fortuna wurde 1514 erbaut. | BDA-Hist.: Q38135801 Status: Bescheid Stand der BDA-Liste: 2025-06-30 Name: Landhaus Fortuna GstNr.: 6294 Landhaus Fortuna (Levis) |
| ja   | Datei hochladen | Wohlwendhaus HERIS-ID: 74595 Objekt-ID: 88015                                                             | Reichsstraße 161 Standort KG: Altenstadt             | Das dreigeschoßige Haus mit fünfachsigem Haupttrakt sowie allseits abgewalmten Dächern wurde im 16. Jahrhundert erbaut und im 18. Jahrhundert verändert. Das spätgotisch profilierte Ädikulaportal weist eine bemerkenswerte Rokokoumrahmung auf. | BDA-Hist.: Q38135786 Status: Bescheid Stand der BDA-Liste: 2025-06-30 Name: Wohlwendhaus GstNr.: .336 Wohlwendhaus (Levis) |
| ja   | Datei hochladen | Villenanlage Getzner HERIS-ID: 74594 Objekt-ID: 88014                                                     | Reichsstraße 168 Standort KG: Altenstadt             | Die strenghistoristische Villenanlage in einem parkartigen Garten wurde im Jahr 1882 erbaut. Sie ist durch eine stark gegliederte Fassade mit dreiachsigem Mittelrisalit und Freitreppe geprägt. | BDA-Hist.: Q38135773 Status: Bescheid Stand der BDA-Liste: 2025-06-30 Name: Villenanlage Getzner GstNr.: .326, 4897/1 Villa Getzner (Feldkirch) |
| ja   | Datei hochladen | Villa Mutter samt Gartenanlage HERIS-ID: 74606 Objekt-ID: 88027                                           | Reichsstraße 170 Standort KG: Altenstadt             | Das 1855/56 in einem parkartigen Garten errichtete Gebäude war die erste bedeutende frühhistoristische Villenanlage in Vorarlberg. Das kubische Haupthaus ist durch unverputzte Backsteinwände sowie einen flachen Mittelrisalit samt Terrasse geprägt. Die Ausstattung mit einer repräsentativen Suite im straßenseitigen Erdgeschoß ist noch original erhalten. | BDA-Hist.: Q38135906 Status: Bescheid Stand der BDA-Liste: 2025-06-30 Name: Villa Mutter samt Gartenanlage GstNr.: .327, 4899 Villa Mutter (Feldkirch)                                                                                                 |
| ja   | Datei hochladen | Bauernhaus HERIS-ID: 74612 Objekt-ID: 88034                                                               | Ringstraße 2 Standort KG: Altenstadt                 | Die Ursprünge des Bauernhauses gehen wahrscheinlich ins 15. Jahrhundert zurück. | BDA-Hist.: Q38135966 Status: Bescheid Stand der BDA-Liste: 2025-06-30 Name: Bauernhaus GstNr.: .215 |
| ja   | Datei hochladen | Volksschule Gisingen HERIS-ID: 82197 Objekt-ID: 96011                                                     | Sebastianplatz 1 Standort KG: Altenstadt             | Das repräsentative strenghistoristische Schulgebäude wurde um 1904 bis 1906 errichtet. | BDA-Hist.: Q38177832 Status: § 2a Stand der BDA-Liste: 2025-06-30 Name: Volksschule Gisingen GstNr.: .190 Volksschule Gisingen |
| ja   | Datei hochladen | Kath. Pfarrkirche hl. Sebastian HERIS-ID: 74609 Objekt-ID: 88031                                          | Sebastianplatz 3 Standort KG: Altenstadt             | Die neoromanische Basilika mit eingezogenem Chor und Nordturm wurde 1864/1865 anstelle einer Kapelle errichtet, 1866 geweiht und 1893 zur Pfarrkirche erhoben. | BDA-Hist.: Q24256382 Status: § 2a Stand der BDA-Liste: 2025-06-30 Name: Kath. Pfarrkirche hl. Sebastian GstNr.: .272 Stadtpfarrkirche Hl. Sebastian (Gisingen)                                                                                         |
| ja   | Datei hochladen | Pfarrhof Gisingen HERIS-ID: 82199 Objekt-ID: 96013                                                        | Sebastianplatz 5 Standort KG: Altenstadt             | 1904 war der Baubeginn des Pfarrhofs. Ein Jahr später zog der erste Pfarrer ein. | BDA-Hist.: Q38177853 Status: § 2a Stand der BDA-Liste: 2025-06-30 Name: Pfarrhof Gisingen GstNr.: .599 Sebastianplatz 5 (Feldkirch) |
| ja   | Datei hochladen | Villa Waldfried HERIS-ID: 74603 Objekt-ID: 88024                                                          | Waldfriedgasse 1 Standort KG: Altenstadt             | Die strenghistoristische Villa mit Stilelementen des Palladianismus wurde von Architekt Holzhammer entworfen und von Baumeister Schmied 1881 erbaut. Sie verfügt über ein Mittelrisalit mit Obergeschoß, dreiteilige Ädikulafenster in der Hauptachse, eine Terrasse und eine als Eisenkonstruktion ausgeführte Veranda. Die Rückseite ist durch Pilaster gegliedert. | BDA-Hist.: Q38135867 Status: Bescheid Stand der BDA-Liste: 2025-06-30 Name: Villa Waldfried GstNr.: .397, .1375 |
| ja   | Datei hochladen | Villa HERIS-ID: 25960 Objekt-ID: 22412                                                                    | Waldfriedgasse 3 Standort KG: Altenstadt             | Die strenghistoristische Villa mit Holzveranda wurde zwischen 1880 und 1890 erbaut. | BDA-Hist.: Q37897834 Status: Bescheid Stand der BDA-Liste: 2025-06-30 Name: Villa GstNr.: .462 |
| ja   | Datei hochladen | Friedhofskirche hll. Peter und Paul HERIS-ID: 74604 Objekt-ID: 88025                                      | Waldfriedgasse 5 Standort KG: Altenstadt             | Die Friedhofskirche wurde im Jahr 1551 im neu angelegten Friedhof errichtet und erhielt 1673 ihren Nordostturm mit achteckigem Obergeschoß. Über dem steingerahmten Rundbogenportal der Westfassade befindet sich ein großes Spitzbogenfenster mit Maßwerk. Im Inneren ist an der Altarwand ein Kruzifixus aus der Zeit um 1520 bis 1530 erhalten. | BDA-Hist.: Q38135878 Status: § 2a Stand der BDA-Liste: 2025-06-30 Name: Friedhofskirche hll. Peter und Paul GstNr.: .334 Friedhofskirche hll. Peter und Paul (Feldkirch)                                                                               |
| ja   | Datei hochladen | Friedhof hll. Peter und Paul HERIS-ID: 74605 Objekt-ID: 88026                                             | Waldfriedgasse 5 Standort KG: Altenstadt             | Auf dem Friedhof befinden sich bemerkenswerte Grabstätten vom Barock bis ins frühe 20. Jahrhundert. Die seitlichen Arkadengänge wurden im Jahr 1850 erbaut. | BDA-Hist.: Q38135891 Status: § 2a Stand der BDA-Liste: 2025-06-30 Name: Friedhof hll. Peter und Paul GstNr.: 4923 Friedhof St. Peter und Paul, Feldkirch                                                                                               |
| ja   | Datei hochladen | Wirtschaftskammer Vorarlberg HERIS-ID: 89190seit 2022                                                     | Wichnergasse 9 Standort KG: Altenstadt               | Dieses Gebäude wurde 1954 nach Plänen des Architekten Ernst Hiesmayr für die Handelskammer errichtet. | BDA-Hist.: Q112964656 Status: Bescheid Stand der BDA-Liste: 2025-06-30 Name: Wirtschaftskammer Vorarlberg GstNr.: .331/2, .583 Wirtschaftskammer Vorarlberg                                                                                            |
| ja   | Datei hochladen | Alte Evangelische Pfarrkirche HERIS-ID: 74620 Objekt-ID: 88045                                            | Wichnergasse 24 Standort KG: Altenstadt              | Die Alte Evangelische Pfarrkirche mit schlankem Glockentürmchen steht im Friedhof. Sie wurde um 1870 erbaut und im Jahr 1981 zur Leichenhalle umgestaltet. | BDA-Hist.: Q38136059 Status: § 2a Stand der BDA-Liste: 2025-06-30 Name: Alte Evangelische Pfarrkirche GstNr.: .379 |
| ja   | Datei hochladen | Evang. Friedhof HERIS-ID: 74621 Objekt-ID: 88046                                                          | Wichnergasse 24 Standort KG: Altenstadt              | Der evangelische Friedhof in der Wichnergasse wurde 1863 angelegt. | BDA-Hist.: Q38136074 Status: § 2a Stand der BDA-Liste: 2025-06-30 Name: Evang. Friedhof GstNr.: 4918/2 |
| ja   | Datei hochladen | Evangelisches Pfarrhaus HERIS-ID: 56213 Objekt-ID: 65291                                                  | Ardetzenbergstraße 4 Standort KG: Feldkirch          | Das evangelische Pfarrhaus wurde in den Jahren 1909/1910 erbaut. | BDA-Hist.: Q38070750 Status: § 2a Stand der BDA-Liste: 2025-06-30 Name: Evangelisches Pfarrhaus GstNr.: .438 |
| ja   | Datei hochladen | Institut St. Joseph HERIS-ID: 56214 Objekt-ID: 65292                                                      | Ardetzenbergstraße 31 Standort KG: Feldkirch         | Das 1910/1911 nach Plänen des Feldkircher Stadtbaumeisters Franz Herles errichtete Institut St. Josef, ein Kloster der Barmherzigen Schwestern vom heiligen Kreuz, ist ein breit gelagerter monumentaler Bau in barockem Stil. | BDA-Hist.: Q1664756 Status: § 2a Stand der BDA-Liste: 2025-06-30 Name: Institut St. Joseph GstNr.: 274/1, 279/1, 276/2 Institut St. Josef |
| ja   | Datei hochladen | Villa HERIS-ID: 74584 Objekt-ID: 88002                                                                    | Bahnhofstraße 3 Standort KG: Feldkirch               | Die strenghistoristische Villa mit repräsentativer Treppenanlage und zurückgesetztem Mittelteil wurde in den Jahren 1877 bis 1879 erbaut. | BDA-Hist.: Q38135647 Status: Bescheid Stand der BDA-Liste: 2025-06-30 Name: Villa GstNr.: .43 Feldkirch Bahnhofstrasse 3 |
| ja   | Datei hochladen | Kapuzinerkloster und -kirche Mariä Opferung HERIS-ID: 74615 Objekt-ID: 88039                              | Bahnhofstraße 4 Standort KG: Feldkirch               | Das 1602 gegründete Kapuzinerkloster verfügt über ein Hauptgebäude mit Kreuzgang, Wohnbereich, Pilgerzimmer und Gästeraum. Die Klosterkirche Mariä Opferung ist ein einfacher Bau mit rechteckigem Grundriss, Satteldach mit Dachreiter und neuromanischem Altar. An die Kirche rechtwinkelig angebaut ist die mit einem neugotischen Altar ausgestattete Fideliskapelle aus dem Jahr 1729. | BDA-Hist.: Q1401529 Status: § 2a Stand der BDA-Liste: 2025-06-30 Name: Kapuzinerkloster und -kirche Mariä Opferung GstNr.: 84, .37, .585 Kapuzinerkloster Feldkirch                                                                                    |
| ja   | Datei hochladen | Schattenburg HERIS-ID: 104354 Objekt-ID: 121116                                                           | Burggasse 1 Standort KG: Feldkirch                   | Die hochmittelalterliche Schattenburg ist eine der am besten erhaltenen Burganlagen Mitteleuropas. Die erste Anlage wurde um 1200 errichtet. Im Laufe ihrer Geschichte wurde sie mehrfach schwer beschädigt und wieder aufgebaut bzw. umgestaltet und ausgebaut. | BDA-Hist.: Q690288 Status: Bescheid Stand der BDA-Liste: 2025-06-30 Name: Schattenburg GstNr.: .1 Schattenburg |
| ja   | Datei hochladen | Wohnhaus, Ehem. Mädchenheim HERIS-ID: 112785 Objekt-ID: 130998seit 2017                                   | Burggasse 6 Standort KG: Feldkirch                   | | BDA-Hist.: Q37832231 Status: Bescheid Stand der BDA-Liste: 2025-06-30 Name: Wohnhaus, Ehem. Mädchenheim GstNr.: 17 Burggasse 6 (Feldkirch) |
| ja   | Datei hochladen | Villa mit Gartenzaun HERIS-ID: 82214 Objekt-ID: 96028seit 2017                                            | Carinagasse 4 Standort KG: Feldkirch                 | Die reich dekorierte barockisierende Villa mit Polygonerker samt Zwiebeltürmchen wurde in den Jahren 1912/13 erbaut. | BDA-Hist.: Q38177985 Status: Bescheid Stand der BDA-Liste: 2025-06-30 Name: Villa mit Gartenzaun GstNr.: .444, 689/2 Carinagasse 4 (Feldkirch) |
| ja   | Datei hochladen | Villa Pontesegger HERIS-ID: 74587 Objekt-ID: 88007                                                        | Churer Straße 9 Standort KG: Feldkirch               | Die Villa mit laubenartigen Balkonen im Mittelteil und stark vortretenden Seitenrisaliten wurde im Jahr 1881 erbaut. | BDA-Hist.: Q38135679 Status: Bescheid Stand der BDA-Liste: 2025-06-30 Name: Villa Pontesegger GstNr.: .335 |
| ja   | Datei hochladen | Bürgerhaus HERIS-ID: 58145 Objekt-ID: 68665                                                               | Churer Tor 1 Standort KG: Feldkirch                  | Das Bürgerhaus stammt im Kern aus dem 17. Jahrhundert. Die Fassade wurde in der 2. Hälfte des 19. Jahrhunderts neu gestaltet. | BDA-Hist.: Q38080720 Status: Bescheid Stand der BDA-Liste: 2025-06-30 Name: Bürgerhaus GstNr.: .284 Churer Tor 1, Feldkirch |
| ja   | Datei hochladen | Kath. Pfarrkirche, Frauenkirche HERIS-ID: 56174 Objekt-ID: 65249                                          | Churer Tor 2 Standort KG: Feldkirch                  | Die Frauenkirche im Südosten des Churer Tores wurde 1473 erbaut und in den Jahren 1672 bis 1678 neu gestaltet. Langhaus und Chor stehen unter einem steilen Satteldach; der Turm mit achteckiger Türmerstube erhebt sich an der Südostseite des Chores. Der Hochaltar, das Chorgestühl und etliche Gemälde im Innenraum stammen aus der Zeit der Neugestaltung in der 2. Hälfte des 17. Jahrhunderts. | BDA-Hist.: Q38070344 Status: Bescheid Stand der BDA-Liste: 2025-06-30 Name: Kath. Pfarrkirche, Frauenkirche GstNr.: .294 Frauenkirche, Feldkirch |
| ja   | Datei hochladen | Bürgerhaus HERIS-ID: 58146 Objekt-ID: 68666                                                               | Churer Tor 4 Standort KG: Feldkirch                  | Das repräsentative Geschäftswohnhaus mit turmartigem Eckerker wurde im Jahr 1905 im Jugendstil erbaut. | BDA-Hist.: Q38080730 Status: Bescheid Stand der BDA-Liste: 2025-06-30 Name: Bürgerhaus GstNr.: .293/2 Churer Tor 4 und 6, Feldkirch |
| ja   | Datei hochladen | Bürgerhaus HERIS-ID: 58147 Objekt-ID: 68667                                                               | Churer Tor 6 Standort KG: Feldkirch                  | Das repräsentative Geschäftswohnhaus mit turmartigem Eckerker wurde im Jahr 1905 im Jugendstil erbaut. | BDA-Hist.: Q38080741 Status: Bescheid Stand der BDA-Liste: 2025-06-30 Name: Bürgerhaus GstNr.: .293/1 Churer Tor 4 und 6, Feldkirch |
| ja   | Datei hochladen | Churer Tor HERIS-ID: 33449 Objekt-ID: 30992                                                               | Churer Tor 8 Standort KG: Feldkirch                  | Das Churer Tor wurde im Jahr 1491 zunächst als viergeschoßiger Geschütz- und Torturm errichtet. 1591 wurde der Turm aufgestockt und erhielt die heutige Form mit einem Treppengiebel. Stadtseitig erfolgte ein dreigeschoßiger Anbau mit Resten des einst innen an die Mauer angesetzten Salztores. Daneben erhebt sich ein Treppenturm mit sechseckigem Zeltdach. | BDA-Hist.: Q37952266 Status: Bescheid Stand der BDA-Liste: 2025-06-30 Name: Churer Tor GstNr.: .291 Churertor, Feldkirch |
| ja   | Datei hochladen | Bürgerhaus HERIS-ID: 58149 Objekt-ID: 68669                                                               | Domplatz 1 Standort KG: Feldkirch                    | | BDA-Hist.: Q38080760 Status: Bescheid Stand der BDA-Liste: 2025-06-30 Name: Bürgerhaus GstNr.: .56/1 |
| ja   | Datei hochladen | Dom, Hl. Nikolaus HERIS-ID: 56175 Objekt-ID: 65250                                                        | Domplatz 2 Standort KG: Feldkirch                    | Die Dompfarrkirche Feldkirch (Patrozinium: hl. Nikolaus) wurde 1478 anstelle einer mehrfach durch Brände beschädigten Vorgängerin, die 1218 zur Pfarrkirche erhoben worden war, in spätgotischem Stil neu errichtet. Sie verfügt über ein Langhaus mit Satteldach, einen 1479 vollendeten Turm, einen 1520 gestalteten Chorraum mit niedrigem Satteldach, Sakristeien mit Pultdächern, eine Marienkapelle und eine Taufkapelle. Der Hochaltar stammt aus dem Jahr 1875. Zum Dom wurde die Kirche durch die Gründung der Diözese Feldkirch im Jahr 1968. | BDA-Hist.: Q872119 Status: Bescheid Stand der BDA-Liste: 2025-06-30 Name: Dom, Hl. Nikolaus GstNr.: 486/2, .55 Dom St. Nikolaus (Feldkirch) |
| ja   | Datei hochladen | Brunnen HERIS-ID: 58148 Objekt-ID: 68668                                                                  | vor Domplatz 2 Standort KG: Feldkirch                | Der Brunnen auf dem Domplatz wurde laut Inschrift um 1835 erbaut, 1938 abgetragen und 1985 neu errichtet. | BDA-Hist.: Q38080750 Status: Bescheid Stand der BDA-Liste: 2025-06-30 Name: Brunnen GstNr.: 486/2, 486/1 Fountain Domplatz, Feldkirch |
| ja   | Datei hochladen | Altes Postgebäude HERIS-ID: 33450 Objekt-ID: 30993                                                        | Domplatz 3 Standort KG: Feldkirch                    | Das Alte Postgebäude mit geschwungenem Zwerchgiebel und turmartigem Eckerker wurde in den Jahren 1898/99 im Neorenaissance-Stil errichtet. | BDA-Hist.: Q37952277 Status: Bescheid Stand der BDA-Liste: 2025-06-30 Name: Altes Postgebäude GstNr.: .58 |
| ja   | Datei hochladen | Bezirkshauptmannschaft HERIS-ID: 56212 Objekt-ID: 65290                                                   | Domplatz 4 Standort KG: Feldkirch                    | Das stattliche viergeschoßige Gebäude mit schlichter spätklassizistischer Fassade entstand 1845. | BDA-Hist.: Q38070739 Status: Bescheid Stand der BDA-Liste: 2025-06-30 Name: Bezirkshauptmannschaft GstNr.: .53, .54 Feldkirch Domplatz 4 |
| ja   | Datei hochladen | Pfarrhof HERIS-ID: 56176 Objekt-ID: 65251                                                                 | Domplatz 6 Standort KG: Feldkirch                    | Der Pfarrhof stammt im Kern aus dem 17. Jahrhundert. Die Fassade mit polychromer Malerei wurde im späten 19. Jahrhundert neu gestaltet. | BDA-Hist.: Q38070367 Status: Bescheid Stand der BDA-Liste: 2025-06-30 Name: Pfarrhof GstNr.: .317 Pfarrhof St. Nikolaus, Feldkirch |
| ja   | Datei hochladen | Mesnerhaus HERIS-ID: 56177 Objekt-ID: 65252                                                               | Domplatz 7 Standort KG: Feldkirch                    | Das Mesnerhaus stammt im Kern aus dem 18. Jahrhundert. | BDA-Hist.: Q38070377 Status: Bescheid Stand der BDA-Liste: 2025-06-30 Name: Mesnerhaus GstNr.: .60 |
| ja   | Datei hochladen | Miethaus HERIS-ID: 89135 Objekt-ID: 103733                                                                | Gilmstraße 2 Standort KG: Feldkirch                  | Das dreigeschoßige Miethaus mit repräsentativer Portalumrahmung und Erker in der Mittelachse wurde um 1910 erbaut. | BDA-Hist.: Q37732282 Status: § 2a Stand der BDA-Liste: 2025-06-30 Name: Miethaus GstNr.: .485 |
| ja   | Datei hochladen | Florus-Scheel-Haus HERIS-ID: 56167 Objekt-ID: 65235                                                       | Gilmstraße 3 Standort KG: Feldkirch                  | Das dreigeschoßige Haus mit einem Erker in der Mittelachse wurde um 1905 erbaut. Der geschwungene Giebel zeigt ein Fresko des heiligen Georg von Florus Scheel. | BDA-Hist.: Q38070296 Status: Bescheid Stand der BDA-Liste: 2025-06-30 Name: Florus-Scheel-Haus GstNr.: 536/10 Gilmstraße 3 (Feldkirch) |
| ja   | Datei hochladen | Miethaus HERIS-ID: 89139 Objekt-ID: 103737                                                                | Gilmstraße 4 Standort KG: Feldkirch                  | Das dreigeschoßige Miethaus mit traufseitigem Mansarddach wurde 1925 erbaut. | BDA-Hist.: Q37732301 Status: § 2a Stand der BDA-Liste: 2025-06-30 Name: Miethaus GstNr.: .487 |
| BW   | Datei hochladen | Gebäude Schießstätte HERIS-ID: 33452seit 2025                                                             | Göfiser Straße 2 Standort KG: Feldkirch              | | BDA-Hist.: Q135167776 Status: Bescheid Stand der BDA-Liste: 2025-06-30 Name: Gebäude Schießstätte GstNr.: .442, 13/2 |
| ja   | Datei hochladen | Wohnhaus HERIS-ID: 56168 Objekt-ID: 65237                                                                 | Graf-Hugo-Wuhrgang 1, 3, 5, 7 Standort KG: Feldkirch | Die geschlossene Gruppe mächtiger Giebelhäuser wurde in den Jahren 1925/26 erbaut und ergänzt die Silhouette des alten Stadtbildes. | BDA-Hist.: Q38070307 Status: § 2a Stand der BDA-Liste: 2025-06-30 Name: Wohnhaus GstNr.: .511, .512, .528, .530 Wohnhaus, Graf-Hugo-Wuhrgang 1,3,5,7, Feldkirch                                                                                        |
| ja   | Datei hochladen | Bürgerhaus HERIS-ID: 58150 Objekt-ID: 68671                                                               | Gymnasiumgasse 1 Standort KG: Feldkirch              | Das Bürgerhaus Gmynasiumgasse 1 ist Teil eines Althausbestandes, der durchwegs aus dem 17. bis 19. Jahrhundert stammt. | BDA-Hist.: Q38080769 Status: Bescheid Stand der BDA-Liste: 2025-06-30 Name: Bürgerhaus GstNr.: .88 Feldkirch Gymnasiumgasse 1 |
| ja   | Datei hochladen | Bürgerhaus HERIS-ID: 58151 Objekt-ID: 68672                                                               | Gymnasiumgasse 2 Standort KG: Feldkirch              | Das Bürgerhaus Gmynasiumgasse 2 ist Teil eines Althausbestandes, der durchwegs aus dem 17. bis 19. Jahrhundert stammt. | BDA-Hist.: Q38080779 Status: Bescheid Stand der BDA-Liste: 2025-06-30 Name: Bürgerhaus GstNr.: .195 |
| ja   | Datei hochladen | Bürgerhaus HERIS-ID: 58152 Objekt-ID: 68673                                                               | Gymnasiumgasse 3 Standort KG: Feldkirch              | Das Bürgerhaus Gmynasiumgasse 3 ist Teil eines Althausbestandes, der durchwegs aus dem 17. bis 19. Jahrhundert stammt. | BDA-Hist.: Q38080790 Status: Bescheid Stand der BDA-Liste: 2025-06-30 Name: Bürgerhaus GstNr.: .89 |
| ja   | Datei hochladen | Bürgerhaus HERIS-ID: 58153 Objekt-ID: 68674                                                               | Gymnasiumgasse 4 Standort KG: Feldkirch              | Das Bürgerhaus Gmynasiumgasse 4 ist Teil eines Althausbestandes, der durchwegs aus dem 17. bis 19. Jahrhundert stammt. | BDA-Hist.: Q38080798 Status: Bescheid Stand der BDA-Liste: 2025-06-30 Name: Bürgerhaus GstNr.: .184/1 |
| ja   | Datei hochladen | Wohnhaus und Gasthaus Andreas Hofer HERIS-ID: 24294 Objekt-ID: 20675                                      | Gymnasiumgasse 5 Standort KG: Feldkirch              | Das Wohn- und Gasthaus Andreas Hofer ist Teil eines Althausbestandes, der durchwegs aus dem 17. bis 19. Jahrhundert stammt. | BDA-Hist.: Q37883924 Status: Bescheid Stand der BDA-Liste: 2025-06-30 Name: Wohnhaus und Gasthaus Andreas Hofer GstNr.: .90 |
| ja   | Datei hochladen | Bürgerhaus HERIS-ID: 58154 Objekt-ID: 68676                                                               | Gymnasiumgasse 6 Standort KG: Feldkirch              | Das Bürgerhaus Gmynasiumgasse 6 ist Teil eines Althausbestandes, der durchwegs aus dem 17. bis 19. Jahrhundert stammt. | BDA-Hist.: Q38080807 Status: Bescheid Stand der BDA-Liste: 2025-06-30 Name: Bürgerhaus GstNr.: .183 |
| ja   | Datei hochladen | Bürgerhaus HERIS-ID: 56178 Objekt-ID: 65253                                                               | Gymnasiumgasse 7 Standort KG: Feldkirch              | Das Bürgerhaus Gmynasiumgasse 7 ist Teil eines Althausbestandes, der durchwegs aus dem 17. bis 19. Jahrhundert stammt. | BDA-Hist.: Q38070387 Status: Bescheid Stand der BDA-Liste: 2025-06-30 Name: Bürgerhaus GstNr.: .91/1, .91/2 |
| ja   | Datei hochladen | Bürgerhaus HERIS-ID: 58155 Objekt-ID: 68677                                                               | Gymnasiumgasse 8 Standort KG: Feldkirch              | Das Bürgerhaus Gmynasiumgasse 8 ist Teil eines Althausbestandes, der durchwegs aus dem 17. bis 19. Jahrhundert stammt. | BDA-Hist.: Q38080816 Status: Bescheid Stand der BDA-Liste: 2025-06-30 Name: Bürgerhaus GstNr.: .182/2 |
| ja   | Datei hochladen | Bürgerhaus HERIS-ID: 58156 Objekt-ID: 68678                                                               | Gymnasiumgasse 9 Standort KG: Feldkirch              | Das Bürgerhaus mit südseitiger Giebelfassade wurde Ende des 19. Jahrhunderts errichtet. Es ist Teil eines Althausbestandes, der durchwegs aus dem 17. bis 19. Jahrhundert stammt. | BDA-Hist.: Q38080826 Status: Bescheid Stand der BDA-Liste: 2025-06-30 Name: Bürgerhaus GstNr.: .92/1, .94 |
| ja   | Datei hochladen | Bürgerhaus HERIS-ID: 58157 Objekt-ID: 68679                                                               | Gymnasiumgasse 13 Standort KG: Feldkirch             | Das Bürgerhaus Gmynasiumgasse 13 ist Teil eines Althausbestandes, der durchwegs aus dem 17. bis 19. Jahrhundert stammt. | BDA-Hist.: Q38080835 Status: Bescheid Stand der BDA-Liste: 2025-06-30 Name: Bürgerhaus GstNr.: .93 |
| ja   | Datei hochladen | Bürgerhaus HERIS-ID: 58158 Objekt-ID: 68680                                                               | Gymnasiumgasse 15 Standort KG: Feldkirch             | Das Bürgerhaus Gmynasiumgasse 15 ist Teil eines Althausbestandes, der durchwegs aus dem 17. bis 19. Jahrhundert stammt. | BDA-Hist.: Q38080842 Status: Bescheid Stand der BDA-Liste: 2025-06-30 Name: Bürgerhaus GstNr.: .92/2 |
| ja   | Datei hochladen | Allgemeine Sonderschule HERIS-ID: 104416 Objekt-ID: 121210                                                | Gymnasiumgasse 17 Standort KG: Feldkirch             | Das Schulgebäude wurde um 1860 errichtet, später jedoch stark umgestaltet. Im rückwärtigen Hof ist ein Stück der alten Stadtmauer sichtbar. | BDA-Hist.: Q37800257 Status: Bescheid Stand der BDA-Liste: 2025-06-30 Name: Allgemeine Sonderschule GstNr.: 114/1 Feldkirch Gymnasiumsgasse 17 |
| ja   | Datei hochladen | Kapelle zur Schmerzhaften Mutter (Elend-Bild) HERIS-ID: 56353 Objekt-ID: 65703                            | Haldenweg 14 Standort KG: Feldkirch                  | Die kleine rechteckige Kapelle mit großem Vorbau steht auf einem Hang östlich des Bahnhofs. Ihr Barockaltar enthält eine Pietà aus der Mitte des 19. Jahrhunderts. | BDA-Hist.: Q38071599 Status: § 2a Stand der BDA-Liste: 2025-06-30 Name: Kapelle zur Schmerzhaften Mutter (Elend-Bild) GstNr.: .330 |
| ja   | Datei hochladen | Bürgerhaus HERIS-ID: 58159 Objekt-ID: 68681                                                               | Herrengasse 1 Standort KG: Feldkirch                 | Das Bürgerhaus mit schlichter Putzfassade stammt im Kern aus dem 18. Jahrhundert. | BDA-Hist.: Q38080846 Status: Bescheid Stand der BDA-Liste: 2025-06-30 Name: Bürgerhaus GstNr.: .61 |
| ja   | Datei hochladen | ehem. Kanonikerhaus HERIS-ID: 56179 Objekt-ID: 65255                                                      | Herrengasse 2 Standort KG: Feldkirch                 | Das ehemalige Kanonikerhaus mit schlichter Fassade wurde nach dem Stadtbrand von 1697 im gleichen Stil wie die Nachbargebäude errichtet. | BDA-Hist.: Q38070399 Status: Bescheid Stand der BDA-Liste: 2025-06-30 Name: Ehem. Kanonikerhaus GstNr.: .316 |
| ja   | Datei hochladen | Bürgerhaus HERIS-ID: 58160 Objekt-ID: 68682                                                               | Herrengasse 3 Standort KG: Feldkirch                 | Das Haus in der Herrengasse 3 hat einen Kern aus dem 18. oder 19. Jahrhundert und eine schlichte Putzfassade. | BDA-Hist.: Q38080854 Status: Bescheid Stand der BDA-Liste: 2025-06-30 Name: Bürgerhaus GstNr.: .62 |
| ja   | Datei hochladen | ehem. Kanonikerhaus HERIS-ID: 56180 Objekt-ID: 65256                                                      | Herrengasse 4 Standort KG: Feldkirch                 | Das ehemalige Kanonikerhaus mit schlichter Fassade wurde nach dem Stadtbrand von 1697 im gleichen Stil wie die Nachbargebäude errichtet. | BDA-Hist.: Q38070407 Status: Bescheid Stand der BDA-Liste: 2025-06-30 Name: ehem. Kanonikerhaus GstNr.: .315 |
| ja   | Datei hochladen | Bürgerhaus HERIS-ID: 58161 Objekt-ID: 68683                                                               | Herrengasse 5 Standort KG: Feldkirch                 | Das Haus in der Herrengasse 5 hat einen Kern aus dem 18. oder 19. Jahrhundert und eine schlichte Putzfassade. | BDA-Hist.: Q38080864 Status: Bescheid Stand der BDA-Liste: 2025-06-30 Name: Bürgerhaus GstNr.: .63 |
| ja   | Datei hochladen | ehem. Kanonikerhaus HERIS-ID: 56181 Objekt-ID: 65257                                                      | Herrengasse 6 Standort KG: Feldkirch                 | Das ehemalige Kanonikerhaus mit schlichter Fassade wurde nach dem Stadtbrand von 1697 im gleichen Stil wie die Nachbargebäude errichtet. | BDA-Hist.: Q38070417 Status: Bescheid Stand der BDA-Liste: 2025-06-30 Name: ehem. Kanonikerhaus GstNr.: .314 |
| ja   | Datei hochladen | Bürgerhaus HERIS-ID: 58162 Objekt-ID: 68684                                                               | Herrengasse 7 Standort KG: Feldkirch                 | Das Haus in der Herrengasse 7 hat einen Kern aus dem 18. oder 19. Jahrhundert und eine schlichte Putzfassade. | BDA-Hist.: Q38080875 Status: Bescheid Stand der BDA-Liste: 2025-06-30 Name: Bürgerhaus GstNr.: .64 |
| ja   | Datei hochladen | ehem. Kanonikerhaus HERIS-ID: 56182 Objekt-ID: 65258                                                      | Herrengasse 8 Standort KG: Feldkirch                 | Das ehemalige Kanonikerhaus mit schlichter Fassade wurde nach dem Stadtbrand von 1697 im gleichen Stil wie die Nachbargebäude errichtet. | BDA-Hist.: Q38070427 Status: Bescheid Stand der BDA-Liste: 2025-06-30 Name: Ehem. Kanonikerhaus GstNr.: .313 |
| ja   | Datei hochladen | Bürgerhaus HERIS-ID: 58163 Objekt-ID: 68685                                                               | Herrengasse 9 Standort KG: Feldkirch                 | Das Haus in der Herrengasse 9 hat einen Kern aus dem 18. oder 19. Jahrhundert und eine schlichte Putzfassade. | BDA-Hist.: Q38080885 Status: Bescheid Stand der BDA-Liste: 2025-06-30 Name: Bürgerhaus GstNr.: .65 |
| ja   | Datei hochladen | Wohn- und Geschäftshaus, Schuhhaus Rosenberger HERIS-ID: 58164 Objekt-ID: 68686                           | Herrengasse 11 Standort KG: Feldkirch                | | BDA-Hist.: Q38080897 Status: Bescheid Stand der BDA-Liste: 2025-06-30 Name: Wohn- und Geschäftshaus, Schuhhaus Rosenberger GstNr.: .66/2 |
| ja   | Datei hochladen | ehem. Kanonikerhaus HERIS-ID: 56173 Objekt-ID: 65248                                                      | Herrengasse 12 Standort KG: Feldkirch                | Das ehemalige Kanonikerhaus mit schlichter Fassade wurde nach dem Stadtbrand von 1697 im gleichen Stil wie die Nachbargebäude errichtet. | BDA-Hist.: Q38070335 Status: Bescheid Stand der BDA-Liste: 2025-06-30 Name: ehem. Kanonikerhaus GstNr.: .310 |
| ja   | Datei hochladen | ehem. Kanonikerhaus HERIS-ID: 33454 Objekt-ID: 30998                                                      | Herrengasse 14 Standort KG: Feldkirch                | Das ehemalige Kanonikerhaus mit schlichter Fassade wurde nach dem Stadtbrand von 1697 im gleichen Stil wie die Nachbargebäude errichtet. | BDA-Hist.: Q37952286 Status: Bescheid Stand der BDA-Liste: 2025-06-30 Name: ehem. Kanonikerhaus GstNr.: .309 |
| ja   | Datei hochladen | Katzenturm HERIS-ID: 56183 Objekt-ID: 65259                                                               | Herrengasse 18 Standort KG: Feldkirch                | Der Katzenturm ist ein 1507 am Ufer der Ill als Teil der Stadtmauer errichteter Wehrturm. | BDA-Hist.: Q1736929 Status: Bescheid Stand der BDA-Liste: 2025-06-30 Name: Katzenturm GstNr.: .308/1 Katzenturm |
| ja   | Datei hochladen | Bischofsvilla HERIS-ID: 56215 Objekt-ID: 65293                                                            | Hirschgraben 2 Standort KG: Feldkirch                | Die Villa mit erkerartigem Mittelrisalit und flachem Mansarddach steht in einem parkartigen Garten. Sie wurde im Jahr 1876 als bischöflicher Amtssitz errichtet. | BDA-Hist.: Q38070765 Status: § 2a Stand der BDA-Liste: 2025-06-30 Name: Bischofsvilla GstNr.: .334 Bischofsvilla (Feldkirch) |
| ja   | Datei hochladen | Polytechnische Schule HERIS-ID: 56216 Objekt-ID: 65294                                                    | Hirschgraben 8 Standort KG: Feldkirch                | Das Schulgebäude im Stil der späthistoristischen Neorenaissance wurde im Jahr 1892 errichtet. | BDA-Hist.: Q38070776 Status: § 2a Stand der BDA-Liste: 2025-06-30 Name: Polytechnische Schule GstNr.: .342 |
| ja   | Datei hochladen | ehem. Kanonikerhaus HERIS-ID: 57951 Objekt-ID: 68316                                                      | Hirschgraben 11 Standort KG: Feldkirch               | Das ehemalige Kanonikerhaus mit schlichter Fassade wurde nach dem Stadtbrand von 1697 im gleichen Stil wie die Nachbargebäude errichtet. | BDA-Hist.: Q38079570 Status: Bescheid Stand der BDA-Liste: 2025-06-30 Name: ehem. Kanonikerhaus GstNr.: .312 |
| ja   | Datei hochladen | Pfauenschwanzturm oder Diebsturm HERIS-ID: 60195 Objekt-ID: 72232                                         | Hirschgraben 18a Standort KG: Feldkirch              | Der dreigeschoßige Wehrturm aus dem späten 15. Jahrhundert bildete einst die Nordwestecke der Stadtmauer. Die Obergeschoße weisen quadratische Schießfenster vom Anfang des 16. Jahrhunderts mit getreppter Laibung auf. | BDA-Hist.: Q38090779 Status: Bescheid Stand der BDA-Liste: 2025-06-30 Name: Pfauenschwanzturm oder Diebsturm GstNr.: .274 Diebsturm, Pfauenschwanzturm in Feldkirch                                                                                    |
| ja   | Datei hochladen | Stadtmauerteil HERIS-ID: 58165 Objekt-ID: 68688                                                           | neben Hirschgraben 20 Standort KG: Feldkirch         | An der Nordwestecke der ehemaligen Stadtmauer steht der dreigeschoßige Diebes- oder Pfauenschwanzturm, erbaut ab dem letzten Viertel des 15. Jahrhunderts und im Jahr 1500 erstmals urkundlich erwähnt. Die Obergeschoße, um 1500 aufgesetzt, verfügen über eine Schlüsselscharte und haben allseits quadratische Schießfenster mit getreppten Laibungen. Der Grundriss des Turms ist annähernd viereckig. An der südwestlichen Breitseite sind die Grundmauern eines womöglich älteren Rondells vorgelagert und südöstlich schließt ein mehrere Meter langer Teil der Stadtmauer an. | BDA-Hist.: Q38080906 Status: Bescheid Stand der BDA-Liste: 2025-06-30 Name: Stadtmauerteil GstNr.: .275 |
| ja   | Datei hochladen | Heilig Kreuz-Kapelle HERIS-ID: 74577 Objekt-ID: 87994                                                     | Im Kehr 1 Standort KG: Feldkirch                     | Die Kapelle ist ein rechteckiger Bau mit Satteldach, Glockendachreiter sowie barocken Vierpassfenstern an jeder Längsseite. Der neugotische Altaraufbau im Innenraum enthält Kopien der spätgotischen Figuren des heute in Brand befindlichen Altars. | BDA-Hist.: Q38135539 Status: Bescheid Stand der BDA-Liste: 2025-06-30 Name: Heilig Kreuz-Kapelle GstNr.: .344 Heilig Kreuz Kapelle, Im Kehr 1 (Feldkirch)                                                                                              |
| ja   | Datei hochladen | ehem. Café und Restaurant zur Illschlucht HERIS-ID: 74578 Objekt-ID: 87995                                | Im Kehr 2 Standort KG: Feldkirch                     | Das dreigeschoßige Haus ist im Kern wahrscheinlich spätmittelalterlich. | BDA-Hist.: Q38135551 Status: Bescheid Stand der BDA-Liste: 2025-06-30 Name: ehem. Café und Restaurant zur Illschlucht GstNr.: .396 Im Kehr 2 (Feldkirch)                                                                                               |
| ja   | Datei hochladen | Heilig Kreuz-Brücke HERIS-ID: 74576 Objekt-ID: 87993                                                      | bei Im Kehr 2 Standort KG: Feldkirch                 | Die Heilig-Kreuz-Brücke über die Ill wurde 1536 bis 1538 anstelle einer Vorgängerin errichtet, die 1389 erstmals urkundlich erwähnt wurde und ihren Namen 1380 von Graf Rudolf IV. aus Dank für eine gut verlaufene Pilgerreise erhalten haben soll. Am 3. Oktober 2023 wurde die bis dahin bereits bis auf den Grund-Bogen abgetragene Brücke schließlich gänzlich abgerissen, um Platz zu machen für Hochwasserschutz-Maßnahmen im Bereich der Illschlucht. Nach einer Vereinbarung zwischen der Stadt Feldkirch und dem Bundesdenkmalamt soll die Heilig-Kreuz-Brücke nach Abschluss der Aufweitungsarbeiten in der Illschlucht in ihrem ursprünglichen Stil und optisch beinahe dem ursprünglichen Erscheinungsbild entsprechend wieder aufgebaut werden. | BDA-Hist.: Q38135525 Status: Bescheid Stand der BDA-Liste: 2025-06-30 Name: Heilig Kreuz-Brücke GstNr.: 519 Heilig Kreuz-Brücke, Im Kehr (Feldkirch)                                                                                                   |
| ja   | Datei hochladen | Wohnhaus HERIS-ID: 74579 Objekt-ID: 87996                                                                 | Im Kehr 3 Standort KG: Feldkirch                     | Die Fassade des wahrscheinlich im Kern ins Spätmittelalter zurückreichenden Hauses ist teilweise mit Fachwerk gestaltet. | BDA-Hist.: Q38135567 Status: Bescheid Stand der BDA-Liste: 2025-06-30 Name: Wohnhaus GstNr.: .395 Im Kehr 3 (Feldkirch) |
| ja   | Datei hochladen | Wohnhaus HERIS-ID: 74580 Objekt-ID: 87997                                                                 | Im Kehr 4 Standort KG: Feldkirch                     | Das dreigeschoßige Wohnhaus ist laut Dehio „im Kern wohl noch spätmittelalterlich“. | BDA-Hist.: Q38135579 Status: Bescheid Stand der BDA-Liste: 2025-06-30 Name: Wohnhaus GstNr.: .397 Im Kehr 4 (Feldkirch) |
| ja   | Datei hochladen | Wohnhaus HERIS-ID: 74582 Objekt-ID: 87999                                                                 | Im Kehr 5 Standort KG: Feldkirch                     | Das dreigeschoßige Wohnhaus ist im Kern spätmittelalterlich. | BDA-Hist.: Q38135608 Status: Bescheid Stand der BDA-Liste: 2025-06-30 Name: Wohnhaus GstNr.: 615 Im Kehr 5 (Feldkirch) |
| ja   | Datei hochladen | Wohnhaus HERIS-ID: 74583 Objekt-ID: 88000                                                                 | Im Kehr 6 Standort KG: Feldkirch                     | Das Wohnhaus Im Kehr 6 wurde um 1500 errichtet. | BDA-Hist.: Q38135635 Status: Bescheid Stand der BDA-Liste: 2025-06-30 Name: Wohnhaus GstNr.: .398 |
| ja   | Datei hochladen | Wohnhaus HERIS-ID: 74581 Objekt-ID: 87998                                                                 | Im Kehr 8 Standort KG: Feldkirch                     | Das dreigeschoßige Wohnhaus ist laut Dehio „im Kern wohl noch spätmittelalterlich“. | BDA-Hist.: Q38135592 Status: Bescheid Stand der BDA-Liste: 2025-06-30 Name: Wohnhaus GstNr.: .399 |
| ja   | Datei hochladen | Jahnturnhalle HERIS-ID: 56217 Objekt-ID: 65295                                                            | Jahnplatz 8 Standort KG: Feldkirch                   | Die Turnhalle mit turmartiger Überhöhung an der linken Seite wurde im Jahr 1904 erbaut. Heute beherbergt die Turnhalle ein Cafe mit Barbetrieb und einen Co-Working-Space. | BDA-Hist.: Q38070785 Status: Bescheid Stand der BDA-Liste: 2025-06-30 Name: Jahnturnhalle GstNr.: .423/1 Jahnturnhalle (Feldkirch) |
| ja   | Datei hochladen | Turnhalle des Gymnasiums HERIS-ID: 111756 Objekt-ID: 129765seit 2012                                      | Johannitergasse 1 Standort KG: Feldkirch             | Die Turnhalle des Gymnasiums steht abseits des Hauptgebäudes. Sie wurde um 1900 im Jugendstil erbaut. | BDA-Hist.: Q37826446 Status: Bescheid Stand der BDA-Liste: 2025-06-30 Name: Turnhalle des Gymnasiums GstNr.: 114/1 Turnhalle Johannitergasse 1, Feldkirch                                                                                              |
| ja   | Datei hochladen | Bürgerhaus HERIS-ID: 56185 Objekt-ID: 65261                                                               | Johannitergasse 2 Standort KG: Feldkirch             | Das dreigeschoßige Miethaus mit schlichter Putzfassade ist im Kern spätmittelalterlich. | BDA-Hist.: Q38070447 Status: Bescheid Stand der BDA-Liste: 2025-06-30 Name: Bürgerhaus GstNr.: .174 |
| ja   | Datei hochladen | Bürgerhaus HERIS-ID: 58166 Objekt-ID: 68689                                                               | Johannitergasse 4 Standort KG: Feldkirch             | Das dreigeschoßige Bürgerhaus ist im Kern spätmittelalterlich. | BDA-Hist.: Q38080917 Status: Bescheid Stand der BDA-Liste: 2025-06-30 Name: Bürgerhaus GstNr.: .175 Feldkirch Johannitergasse 4 |
| ja   | Datei hochladen | ehem. Bau der Johanniterkommende HERIS-ID: 56186 Objekt-ID: 65262                                         | Johannitergasse 6 Standort KG: Feldkirch             | Das im Kern spätmittelalterliche Miethaus mit mächtigem Baukörper wurde nach 1900 stark verändert. | BDA-Hist.: Q38070456 Status: Bescheid Stand der BDA-Liste: 2025-06-30 Name: ehem. Bau der Johanniterkommende GstNr.: .180/1 Former Johanniterkommende, Feldkirch                                                                                       |
| ja   | Datei hochladen | 2 Häuslefresken und wandfeste Ausstattung Gasthaus Weißes Kreuz HERIS-ID: 82206 Objekt-ID: 96020seit 2018 | Königshofstraße 2 Standort KG: Altenstadt            | Das Gasthaus Weißes Kreuz verfügt unter anderem über Fresken des Künstlers Martin Häusle. | BDA-Hist.: Q105646595 Status: Bescheid Stand der BDA-Liste: 2025-06-30 Name: 2 Häuslefresken und wandfeste Ausstattung Gasthaus Weißes Kreuz GstNr.: 34/1 Altenstadt, Gasthaus Weißes Kreuz                                                            |
| ja   | Datei hochladen | Bürgerhaus, Wohn- und Geschäftshaus HERIS-ID: 58144 Objekt-ID: 68664                                      | Kreuzgasse 1 Standort KG: Feldkirch                  | Das schmale viergeschoßige Bürgerhaus stammt im Kern aus dem Spätmittelalter und wurde im 18. Jahrhundert verändert. | BDA-Hist.: Q38080712 Status: Bescheid Stand der BDA-Liste: 2025-06-30 Name: Bürgerhaus, Wohn- und Geschäftshaus GstNr.: .204 |
| ja   | Datei hochladen | Bürgerhaus HERIS-ID: 58167 Objekt-ID: 68690                                                               | Kreuzgasse 2 Standort KG: Feldkirch                  | Das Bürgerhaus ist im Kern spätmittelalterlich und wurde im 19. Jahrhundert verändert. | BDA-Hist.: Q38080928 Status: Bescheid Stand der BDA-Liste: 2025-06-30 Name: Bürgerhaus GstNr.: .306 |
| ja   | Datei hochladen | Bürgerhaus HERIS-ID: 56785 Objekt-ID: 66365                                                               | Kreuzgasse 3 Standort KG: Feldkirch                  | Das schmale Bürgerhaus stammt im Kern aus dem Spätmittelalter und wurde im 18. Jahrhundert verändert. | BDA-Hist.: Q38073542 Status: Bescheid Stand der BDA-Liste: 2025-06-30 Name: Bürgerhaus GstNr.: .205 |
| ja   | Datei hochladen | Bürgerhaus HERIS-ID: 56187 Objekt-ID: 65263                                                               | Kreuzgasse 4 Standort KG: Feldkirch                  | Das Bürgerhaus mit Rundbogenportal stammt im Kern aus der Zeit um 1500 und wurde im 19. Jahrhundert verändert. | BDA-Hist.: Q38070467 Status: Bescheid Stand der BDA-Liste: 2025-06-30 Name: Bürgerhaus GstNr.: .305 |
| ja   | Datei hochladen | Bürgerhaus HERIS-ID: 58168 Objekt-ID: 68691                                                               | Kreuzgasse 5 Standort KG: Feldkirch                  | Das im Kern spätmittelalterliche Bürgerhaus wurde im 19. Jahrhundert verändert. | BDA-Hist.: Q38080940 Status: Bescheid Stand der BDA-Liste: 2025-06-30 Name: Bürgerhaus GstNr.: .206 |
| ja   | Datei hochladen | Bürgerhaus HERIS-ID: 58169 Objekt-ID: 68692                                                               | Kreuzgasse 6 Standort KG: Feldkirch                  | Das schmale Bürgerhaus stammt im Kern aus dem Spätmittelalter und wurde im 19. Jahrhundert verändert. | BDA-Hist.: Q38080950 Status: Bescheid Stand der BDA-Liste: 2025-06-30 Name: Bürgerhaus GstNr.: .304 Feldkirch Kreuzgasse 6 |
| ja   | Datei hochladen | Bürgerhaus HERIS-ID: 58170 Objekt-ID: 68693                                                               | Kreuzgasse 7 Standort KG: Feldkirch                  | Das im Kern spätmittelalterliche Bürgerhaus wurde im 19. Jahrhundert verändert. | BDA-Hist.: Q38080962 Status: Bescheid Stand der BDA-Liste: 2025-06-30 Name: Bürgerhaus GstNr.: .207 |
| ja   | Datei hochladen | Bürgerhaus, Matthaus HERIS-ID: 56786 Objekt-ID: 66366                                                     | Kreuzgasse 8 Standort KG: Feldkirch                  | Das Bürgerhaus in der Kreuzgasse 8, errichtet im 15. Jahrhundert, wurde 1869 grundlegend umgestaltet und mit dem auf das 16. Jahrhundert datierten Hinterhaus (Hirschgraben 19) baulich vereinigt, wobei ein Zwischentrakt bzw. ein verglaster Laubengang als Verbindung dient. | BDA-Hist.: Q38073551 Status: Bescheid Stand der BDA-Liste: 2025-06-30 Name: Bürgerhaus, Matthaus GstNr.: .302 Feldkirch Kreuzgasse 8 |
| ja   | Datei hochladen | Bürgerhaus HERIS-ID: 58171 Objekt-ID: 68694                                                               | Kreuzgasse 9 Standort KG: Feldkirch                  | Das im Kern spätmittelalterliche Bürgerhaus wurde im 19. Jahrhundert verändert. | BDA-Hist.: Q38080973 Status: Bescheid Stand der BDA-Liste: 2025-06-30 Name: Bürgerhaus GstNr.: .208 |
| ja   | Datei hochladen | Bürgerhaus, Gasthof Lingg HERIS-ID: 58172 Objekt-ID: 68695                                                | Kreuzgasse 10 Standort KG: Feldkirch                 | Der viergeschoßige Gasthof ist im Kern spätmittelalterlich. Das Gebäude wurde in der 1. Hälfte des 17. Jahrhunderts und dann nochmals im Jahr 1888 durch die Fassadenmalereien stark verändert. | BDA-Hist.: Q38080983 Status: Bescheid Stand der BDA-Liste: 2025-06-30 Name: Bürgerhaus, Gasthof Lingg GstNr.: .301 Feldkirch Kreuzgasse 10 |
| ja   | Datei hochladen | Bürgerhaus HERIS-ID: 58173 Objekt-ID: 68696                                                               | Kreuzgasse 11 Standort KG: Feldkirch                 | Das im Kern spätmittelalterliche Bürgerhaus wurde im 19. Jahrhundert verändert. | BDA-Hist.: Q38080992 Status: Bescheid Stand der BDA-Liste: 2025-06-30 Name: Bürgerhaus GstNr.: .209 |
| ja   | Datei hochladen | Bürgerhaus HERIS-ID: 58174 Objekt-ID: 68697                                                               | Kreuzgasse 12 Standort KG: Feldkirch                 | Das im Kern spätmittelalterliche Bürgerhaus wurde im 19. Jahrhundert verändert. | BDA-Hist.: Q38081002 Status: Bescheid Stand der BDA-Liste: 2025-06-30 Name: Bürgerhaus GstNr.: .300 |
| ja   | Datei hochladen | Bürgerhaus HERIS-ID: 58175 Objekt-ID: 68698                                                               | Kreuzgasse 13 Standort KG: Feldkirch                 | Das im Kern spätmittelalterliche Bürgerhaus erhielt im späten 19. Jahrhundert eine neue Fassade. | BDA-Hist.: Q38081013 Status: Bescheid Stand der BDA-Liste: 2025-06-30 Name: Bürgerhaus GstNr.: .210 |
| ja   | Datei hochladen | Bürgerhaus HERIS-ID: 57764 Objekt-ID: 68060                                                               | Kreuzgasse 14 Standort KG: Feldkirch                 | Das Bürgerhaus in der Kreuzgasse 14 wurde im späten 19. Jahrhundert zu einer privaten Mädchenvolksschule umgebaut und ab 1902 als private Mädchenhandelsschule unter Leitung der Kreuzschwestern genutzt. | BDA-Hist.: Q38078333 Status: Bescheid Stand der BDA-Liste: 2025-06-30 Name: Bürgerhaus GstNr.: .299 |
| ja   | Datei hochladen | Bürgerhaus HERIS-ID: 33455 Objekt-ID: 31001                                                               | Kreuzgasse 15 Standort KG: Feldkirch                 | Das im Kern spätmittelalterliche Bürgerhaus mit Korbbogenportal, sandsteingerahmten Fenstern und Zwerchgiebel wurde im 17. und 18. Jahrhundert verändert. | BDA-Hist.: Q37952311 Status: Bescheid Stand der BDA-Liste: 2025-06-30 Name: Bürgerhaus GstNr.: .227 Feldkirch Kreuzgasse 15 |
| ja   | Datei hochladen | Bürgerhaus HERIS-ID: 58176 Objekt-ID: 68699                                                               | Kreuzgasse 16 Standort KG: Feldkirch                 | Das Bürgerhaus in der Kreuzgasse 16 ist durch ein Sandsteinportal zugänglich. | BDA-Hist.: Q38081022 Status: Bescheid Stand der BDA-Liste: 2025-06-30 Name: Bürgerhaus GstNr.: .298 Feldkirch Kreuzgasse 16 |
| ja   | Datei hochladen | Bürgerhaus HERIS-ID: 58177 Objekt-ID: 68700                                                               | Kreuzgasse 17 Standort KG: Feldkirch                 | Das Bürgerhaus mit Zwerchgiebel stammt höchstwahrscheinlich aus dem 18. Jahrhundert. | BDA-Hist.: Q38081047 Status: Bescheid Stand der BDA-Liste: 2025-06-30 Name: Bürgerhaus GstNr.: .228 Feldkirch Kreuzgasse 17 |
| BW   | Datei hochladen | Bürgerhaus HERIS-ID: 58178 Objekt-ID: 68701                                                               | Kreuzgasse 18 Standort KG: Feldkirch                 | Das im Kern spätmittelalterliche Bürgerhaus wurde im 19. Jahrhundert verändert. | BDA-Hist.: Q38081060 Status: Bescheid Stand der BDA-Liste: 2025-06-30 Name: Bürgerhaus GstNr.: .297 Feldkirch Kreuzgasse 18 |
| ja   | Datei hochladen | Bürgerhaus HERIS-ID: 58179 Objekt-ID: 68702                                                               | Kreuzgasse 19 Standort KG: Feldkirch                 | Das Bürgerhaus mit spitzbogiger Portalöffnung und Zwerchgiebel stammt im Kern aus dem 15. und 16. Jahrhundert. | BDA-Hist.: Q38081071 Status: Bescheid Stand der BDA-Liste: 2025-06-30 Name: Bürgerhaus GstNr.: .229 Feldkirch Kreuzgasse 19 |
| ja   | Datei hochladen | Bürgerhaus HERIS-ID: 58180 Objekt-ID: 68703                                                               | Kreuzgasse 20 Standort KG: Feldkirch                 | Das im Kern spätmittelalterliche Bürgerhaus wurde im 19. Jahrhundert verändert. | BDA-Hist.: Q38081080 Status: Bescheid Stand der BDA-Liste: 2025-06-30 Name: Bürgerhaus GstNr.: .296 |
| ja   | Datei hochladen | Bürgerhaus HERIS-ID: 58181 Objekt-ID: 68704                                                               | Kreuzgasse 22 Standort KG: Feldkirch                 | Das Gebäude der Stadtapotheke mit breitformatigem Relief im zweiten Obergeschoß wurde im Jahr 1905 im Jugendstil errichtet. | BDA-Hist.: Q38081090 Status: Bescheid Stand der BDA-Liste: 2025-06-30 Name: Bürgerhaus GstNr.: .295 Stadtapotheke Kreuzgasse 22 (Feldkirch) |
| ja   | Datei hochladen | Gasthof Krone HERIS-ID: 74590 Objekt-ID: 88010                                                            | Liechtensteiner Straße 1 Standort KG: Feldkirch      | Der ehemalige Gasthof stammt im Kern aus dem 16. Jahrhundert und wurde im 18. Jahrhundert verändert. Seine Giebelseite erhebt sich über die zur Ill abfallenden Felsen. | BDA-Hist.: Q38135724 Status: Bescheid Stand der BDA-Liste: 2025-06-30 Name: Gasthof Krone GstNr.: .345 |
| ja   | Datei hochladen | Wohnhaus HERIS-ID: 74591 Objekt-ID: 88011                                                                 | Liechtensteiner Straße 2 Standort KG: Feldkirch      | Das Wohnhaus mit mächtigem, straßenseitig geschindeltem Giebel stammt wohl aus dem 18. Jahrhundert. Der Brunnentrog ist mit 1886 bezeichnet. | BDA-Hist.: Q38135735 Status: Bescheid Stand der BDA-Liste: 2025-06-30 Name: Wohnhaus GstNr.: .393 |
| ja   | Datei hochladen | Bettega-Haus, ehem. Gasthaus Kreuz HERIS-ID: 74592 Objekt-ID: 88012                                       | Liechtensteiner Straße 3 Standort KG: Feldkirch      | Das Haus mit sichtbarem Fachwerk und Zwerchgiebel wurde höchstwahrscheinlich im 18. Jahrhundert erbaut. | BDA-Hist.: Q38135745 Status: Bescheid Stand der BDA-Liste: 2025-06-30 Name: Bettega-Haus, ehem. Gasthaus Kreuz GstNr.: .346/1 |
| ja   | Datei hochladen | Wohnhaus, ehem. Synagoge, Rotes Haus HERIS-ID: 74593 Objekt-ID: 88013                                     | Liechtensteiner Straße 7 Standort KG: Feldkirch      | Das Wohnhaus mit würfeligem Baukörper und Mansarddach steht unter dem Straßenniveau. Es wurde um die Mitte des 18. Jahrhunderts errichtet. | BDA-Hist.: Q38135760 Status: Bescheid Stand der BDA-Liste: 2025-06-30 Name: Wohnhaus, Ehem. Synagoge, Rotes Haus GstNr.: .348 |
| ja   | Datei hochladen | Villa Tschavoll HERIS-ID: 74598 Objekt-ID: 88018                                                          | Margarethenkapf 1 Standort KG: Feldkirch             | Die zweigeschoßige Villa mit Kreuzgiebel wurde 1869/70 im Cottage-Schweizerhausstil erbaut. Im Erdgeschoß sind ein holzvertäfeltes Speisezimmer, im Obergeschoß späthistoristisch vergoldete Stukkaturen erhalten. Die Villa ist von einem parkartigen Garten mit Plastiken und einem Nebengebäude aus Holz umgeben. | BDA-Hist.: Q38135819 Status: Bescheid Stand der BDA-Liste: 2025-06-30 Name: Villa Tschavoll GstNr.: 625/1 Villa Tschavoll |
| ja   | Datei hochladen | Tschitscher-Schlösschen mit der Kapelle St. Margaretha HERIS-ID: 74597 Objekt-ID: 88017                   | Margarethenkapf 5 Standort KG: Feldkirch             | Der viergeschoßige wohnturmartige Ansitz wurde um 1620 vom Feldkircher Hubmeister Paul Tschitscher erbaut. | BDA-Hist.: Q38135810 Status: § 57-Mandatsbescheid Stand der BDA-Liste: 2025-06-30 Name: Tschitscher-Schlösschen mit der Kapelle St. Margaretha GstNr.: .408, .407 Tschitscher Schlößchen                                                               |
| ja   | Datei hochladen | Bürgerhaus, Johanniterhof HERIS-ID: 33457 Objekt-ID: 31009                                                | Marktplatz 1 Standort KG: Feldkirch                  | Der sogenannte Johanniterhof stammt im Kern aus dem 15. und 16. Jahrhundert und wurde später oftmals verändert. | BDA-Hist.: Q37952327 Status: Bescheid Stand der BDA-Liste: 2025-06-30 Name: Bürgerhaus, Johanniterhof GstNr.: .173 |
| ja   | Datei hochladen | Kath. Filialkirche, hl. Johannes der Täufer HERIS-ID: 56188 Objekt-ID: 65264                              | Marktplatz 2 Standort KG: Feldkirch                  | Die Kirche wurde im 13. Jahrhundert neben einem Johanniter-Hospiz in romanischem Stil erbaut und später mehrfach erweitert. Der Großteil der Substanz stammt aus dem 15./16. Jahrhundert. 1799 in den Napoleonischen Kriegen schwer beschädigt, wurde der Bau von 1802/1803 bis 1809 für profane Zwecke genutzt, danach wieder als Kirche. Der Turm erhielt seine heutige Form bei einer Renovierung zwischen 1879 und 1884; darin befindet sich eine als „Bläsi“ bezeichnete Ritterfigur von 1510, die mit einem Hammer auf die Glocke schlägt. Der Boden des Innenraums wurde bei archäologischen Untersuchungen in den 1980er Jahren geöffnet und in der Folge nicht wieder geschlossen. 1995 fand die Kirche erstmals als Kunstraum Verwendung.           | BDA-Hist.: Q1698985 Status: Bescheid Stand der BDA-Liste: 2025-06-30 Name: Kath. Filialkirche, hl. Johannes der Täufer GstNr.: .181 Filialkirche heiliger Johannes der Täufer (Feldkirch)                                                              |
| ja   | Datei hochladen | Bürgerhaus HERIS-ID: 58182 Objekt-ID: 68706                                                               | Marktplatz 3 Standort KG: Feldkirch                  | Das Bürgerhaus mit übergiebeltem Erker stammt im Kern aus dem 15. und 16. Jahrhundert und wurde im 17. Jahrhundert umgebaut. | BDA-Hist.: Q38081098 Status: Bescheid Stand der BDA-Liste: 2025-06-30 Name: Bürgerhaus GstNr.: .172 Feldkirch Marktplatz 3 |
| ja   | Datei hochladen | Ansitz, ehem. Johanniterordenshaus HERIS-ID: 56189 Objekt-ID: 65265                                       | Marktplatz 4 Standort KG: Feldkirch                  | Das ehemalige Johanniterordenshaus stammt im Kern aus dem 15. und 16. Jahrhundert und wurde um die Mitte des 19. Jahrhunderts erneuert. Seine traufseitige Front ist durch flache Pilaster gegliedert. | BDA-Hist.: Q38070482 Status: Bescheid Stand der BDA-Liste: 2025-06-30 Name: Ansitz, ehem. Johanniterordenshaus GstNr.: .182/1 |
| ja   | Datei hochladen | Brunnen HERIS-ID: 58184 Objekt-ID: 68709                                                                  | neben Marktplatz 4 Standort KG: Feldkirch            | Auf dem Hof zwischen Marktplatz 4 und den benachbarten Gebäuden befindet sich ein aus lokalem grau-schwarzem Kalkstein mit vielen Rissen und Abplatzungen gefertigter Brunnen, der laut Bauakte in den frühen 1950er Jahren geplant und 1972 an diesem Standort errichtet wurde. Das Brunnenbecken wird überragt von einer Säule, die am oberen Ende einen Dreipass zeigt. | BDA-Hist.: Q38081117 Status: Bescheid Stand der BDA-Liste: 2025-06-30 Name: Brunnen GstNr.: 116 |
| ja   | Datei hochladen | Bürgerhaus HERIS-ID: 56190 Objekt-ID: 65266                                                               | Marktplatz 5 Standort KG: Feldkirch                  | Das im Kern aus dem 15. und 16. stammende Bürgerhaus wurde um das Jahr 1870 umgebaut. Auch der gotische Erker mit spitzem Zeltdach in der linken Nebenachse wurde um 1870 umgebaut. | BDA-Hist.: Q38070491 Status: Bescheid Stand der BDA-Liste: 2025-06-30 Name: Bürgerhaus GstNr.: .171 Feldkirch Marktplatz 5 |
| ja   | Datei hochladen | Bürgerhaus HERIS-ID: 58185 Objekt-ID: 68711                                                               | Marktplatz 6 Standort KG: Feldkirch                  | Das im Kern aus dem 16. und 17. Jahrhundert stammende Bürgerhaus erhielt im 19. Jahrhundert eine neue Fassade. | BDA-Hist.: Q38081135 Status: Bescheid Stand der BDA-Liste: 2025-06-30 Name: Bürgerhaus GstNr.: .186 |
| ja   | Datei hochladen | Gasthaus, Zum Ochsen ehem. Hub- und Rentamt HERIS-ID: 33458 Objekt-ID: 31010                              | Marktplatz 7 Standort KG: Feldkirch                  | Das im Kern spätmittelalterliche Gebäude wurde um 1700 ein erstes Mal umgestaltet. Um das Jahr 1880 erhielt es eine neue Fassade. Die Arkadenbögen sind gequadert. | BDA-Hist.: Q37952336 Status: Bescheid Stand der BDA-Liste: 2025-06-30 Name: Gasthaus, Zum Ochsen ehem. Hub- und Rentamt GstNr.: .170/1 |
| ja   | Datei hochladen | Bürgerhaus HERIS-ID: 56788 Objekt-ID: 66373                                                               | Marktplatz 8 Standort KG: Feldkirch                  | Das Bürgerhaus stammt im Kern aus dem 16. Jahrhundert und wurde im späten 18. Jahrhundert umgebaut. | BDA-Hist.: Q38073570 Status: Bescheid Stand der BDA-Liste: 2025-06-30 Name: Bürgerhaus GstNr.: .187 |
| ja   | Datei hochladen | Furtenbach’sches Haus HERIS-ID: 24293 Objekt-ID: 20672                                                    | Marktplatz 9 Standort KG: Feldkirch                  | Das im Kern aus dem 15. und 16. Jahrhundert stammende Wohnhaus wurde im Jahr 1820 erneuert. Seine schlichte Fassade trägt einen spätgotischen Erker. | BDA-Hist.: Q37883909 Status: Bescheid Stand der BDA-Liste: 2025-06-30 Name: Furtenbach’sches Haus GstNr.: .242 Feldkirch Marktplatz 11 |
| ja   | Datei hochladen | Bürgerhaus HERIS-ID: 58186 Objekt-ID: 68714                                                               | Marktplatz 10 Standort KG: Feldkirch                 | Das Bürgerhaus stammt im Kern aus dem 16. und 17. Jahrhundert und erhielt im 19. Jahrhundert eine neue Fassade. | BDA-Hist.: Q38081145 Status: Bescheid Stand der BDA-Liste: 2025-06-30 Name: Bürgerhaus GstNr.: .188 Feldkirch Marktplatz 10 |
| ja   | Datei hochladen | zwei Brunnen HERIS-ID: 58183 Objekt-ID: 68708                                                             | vor Marktplatz 10 Standort KG: Feldkirch             | Die beiden gusseisernen Brunnen auf dem Marktplatz wurden 1862 geschaffen. | BDA-Hist.: Q38081106 Status: Bescheid Stand der BDA-Liste: 2025-06-30 Name: zwei Brunnen GstNr.: 467 Feldkirch Marktplatz Brunnen |
| ja   | Datei hochladen | Bürgerhaus HERIS-ID: 58187 Objekt-ID: 68715                                                               | Marktplatz 12 Standort KG: Feldkirch                 | Das Bürgerhaus mit Zwerchgiebel stammt im Kern aus dem 16. Jahrhundert. | BDA-Hist.: Q38081157 Status: Bescheid Stand der BDA-Liste: 2025-06-30 Name: Bürgerhaus GstNr.: .189 Feldkirch Marktplatz 12 |
| ja   | Datei hochladen | Bürgerhaus HERIS-ID: 57960 Objekt-ID: 68336                                                               | Marktplatz 13 Standort KG: Feldkirch                 | Das im Kern spätmittelalterliche Bürgerhaus wurde 1906/07 umgebaut und zeigt nun eine polychrome Jugendstilfassade mit allegorischen Figuren und reicher Ornamentik. | BDA-Hist.: Q38079640 Status: Bescheid Stand der BDA-Liste: 2025-06-30 Name: Bürgerhaus GstNr.: .220/1 Feldkirch Marktplatz 13 |
| ja   | Datei hochladen | Bürgerhaus HERIS-ID: 58188 Objekt-ID: 68717                                                               | Marktplatz 14 Standort KG: Feldkirch                 | Das Bürgerhaus mit Zwerchgiebel und Eckerker stammt im Kern aus dem 16. und 17. Jahrhundert und wurde im Jahr 1910 umgebaut. | BDA-Hist.: Q38081168 Status: Bescheid Stand der BDA-Liste: 2025-06-30 Name: Bürgerhaus GstNr.: .190 Feldkirch Marktplatz 14 |
| ja   | Datei hochladen | Gasthaus, Zum Schäfle HERIS-ID: 33459 Objekt-ID: 31012                                                    | Marktplatz 15 Standort KG: Feldkirch                 | An der Stelle des Gasthauses mit seiner breiten Fassade standen früher zwei kleine, ältere Häuser. Im Mauerkern geht das Gebäude ins 16. und 17. Jahrhundert zurück; bis zur Mitte des 19. Jahrhunderts wurde es zweimal erneuert. Das Ovalmedaillon an der Fassade entstand um 1900. | BDA-Hist.: Q37952346 Status: Bescheid Stand der BDA-Liste: 2025-06-30 Name: Gasthaus, Zum Schäfle GstNr.: .221/1, .221/3 Feldkirch Marktplatz 15 |
| ja   | Datei hochladen | Bürgerhaus HERIS-ID: 58189 Objekt-ID: 68718                                                               | Marktplatz 16 Standort KG: Feldkirch                 | Das im Kern spätmittelalterliche Haus erhielt 1899 eine späthistoristische Fassade mit Stilelementen der Neugotik und der Neorenaissance. | BDA-Hist.: Q38081177 Status: Bescheid Stand der BDA-Liste: 2025-06-30 Name: Bürgerhaus GstNr.: .216 Feldkirch Marktplatz 16 |
| ja   | Datei hochladen | Bürgerhaus HERIS-ID: 58190 Objekt-ID: 68719                                                               | Marktplatz 17 Standort KG: Feldkirch                 | Das dreigeschoßige Bürgerhaus stammt im Kern aus der 1. Hälfte des 17. Jahrhunderts und wurde in der 1. Hälfte des 19. Jahrhunderts umgebaut. | BDA-Hist.: Q38081188 Status: Bescheid Stand der BDA-Liste: 2025-06-30 Name: Bürgerhaus GstNr.: .222/1, 222/2 |
| ja   | Datei hochladen | Bürgerhaus HERIS-ID: 58191 Objekt-ID: 68720                                                               | Marktplatz 18 Standort KG: Feldkirch                 | Das Bürgerhaus stammt im Kern aus dem 15. Jahrhundert; seine Fassade wurde aber stark erneuert. | BDA-Hist.: Q38081202 Status: Bescheid Stand der BDA-Liste: 2025-06-30 Name: Bürgerhaus GstNr.: .215/1 |
| ja   | Datei hochladen | Bürgerhaus HERIS-ID: 33460 Objekt-ID: 31013                                                               | Marktplatz 19 Standort KG: Feldkirch                 | Das Bürgerhaus stammt im Kern aus dem 15. und 16. Jahrhundert, erfuhr aber jeweils um die Mitte des 18. sowie des 19. Jahrhunderts zwei Umbauten. In die Fassade ist eine kleine Nischenfigur aus Sandstein integriert. | BDA-Hist.: Q37952358 Status: Bescheid Stand der BDA-Liste: 2025-06-30 Name: Bürgerhaus GstNr.: .223 |
| ja   | Datei hochladen | Bürgerhaus HERIS-ID: 58192 Objekt-ID: 68722                                                               | Marktplatz 20 Standort KG: Feldkirch                 | Das Bürgerhaus stammt im Kern aus dem 16. Jahrhundert. Seine Fassade wurde im 19. Jahrhundert erneuert. | BDA-Hist.: Q38081212 Status: Bescheid Stand der BDA-Liste: 2025-06-30 Name: Bürgerhaus GstNr.: .214 |
| ja   | Datei hochladen | Bürgerhaus HERIS-ID: 33461 Objekt-ID: 31014                                                               | Marktplatz 21 Standort KG: Feldkirch                 | Das Bürgerhaus unter einem mächtigen Giebel mit leicht einziehender Ecke zur Seitengasse stammt im Kern aus dem 15. bis 17. Jahrhundert. | BDA-Hist.: Q37952367 Status: Bescheid Stand der BDA-Liste: 2025-06-30 Name: Bürgerhaus GstNr.: .224, 225 |
| ja   | Datei hochladen | Bürgerhaus HERIS-ID: 58193 Objekt-ID: 68723                                                               | Marktplatz 22 Standort KG: Feldkirch                 | Das viergeschoßige Bürgerhaus zeigt eine schlichte Putzfassade aus dem 19. Jahrhundert. | BDA-Hist.: Q38081223 Status: Bescheid Stand der BDA-Liste: 2025-06-30 Name: Bürgerhaus GstNr.: .213/1 |
| ja   | Datei hochladen | Bürgerhaus HERIS-ID: 33462 Objekt-ID: 31015                                                               | Marktplatz 23 Standort KG: Feldkirch                 | Das Bürgerhaus unter einem mächtigen Giebel mit leicht einziehender Ecke zur Seitengasse stammt im Kern aus dem 15. bis 17. Jahrhundert. | BDA-Hist.: Q37952376 Status: Bescheid Stand der BDA-Liste: 2025-06-30 Name: Bürgerhaus GstNr.: .226 Feldkirch Marktplatz 23 |
| ja   | Datei hochladen | Bürgerhaus, ehem. Gasthaus zum Schwert HERIS-ID: 58194 Objekt-ID: 68724                                   | Marktplatz 24 Standort KG: Feldkirch                 | Das viergeschoßige Bürgerhaus zeigt eine schlichte Putzfassade aus dem 19. Jahrhundert. | BDA-Hist.: Q38081232 Status: Bescheid Stand der BDA-Liste: 2025-06-30 Name: Bürgerhaus, ehem. Gasthaus zum Schwert GstNr.: .212 |
| ja   | Datei hochladen | Bürgerhaus HERIS-ID: 58195 Objekt-ID: 68725                                                               | Marktplatz 26 Standort KG: Feldkirch                 | Das viergeschoßige Bürgerhaus mit profiliertem Korbbogenportal zeigt eine schlichte Putzfassade aus dem 19. Jahrhundert. | BDA-Hist.: Q38081242 Status: Bescheid Stand der BDA-Liste: 2025-06-30 Name: Bürgerhaus GstNr.: .211 Feldkirch Marktplatz 26 |
| ja   | Datei hochladen | ehem. Zolleinnahmestelle HERIS-ID: 33463 Objekt-ID: 31017                                                 | Montfortgasse 1 Standort KG: Feldkirch               | Das dreigeschoßige Gebäude mit gefasten Sandsteinrundbogenöffnungen stammt im Kern aus dem 16. Jahrhundert. | BDA-Hist.: Q37952386 Status: Bescheid Stand der BDA-Liste: 2025-06-30 Name: ehem. Zolleinnahmestelle GstNr.: .231 |
| ja   | Datei hochladen | Bürgerhaus HERIS-ID: 56191 Objekt-ID: 65268                                                               | Montfortgasse 2 Standort KG: Feldkirch               | Das stattliche Eckhaus zum Churer Tor mit Zwerchgiebel und Dachhäuschen stammt im Kern aus dem 16. und 17. Jahrhundert. | BDA-Hist.: Q38070501 Status: Bescheid Stand der BDA-Liste: 2025-06-30 Name: Bürgerhaus GstNr.: .283 Feldkirch Montfortgasse 2 |
| ja   | Datei hochladen | Bürgerhaus HERIS-ID: 58196 Objekt-ID: 68726                                                               | Montfortgasse 3 Standort KG: Feldkirch               | Das Bürgerhaus mit drei Kielbogenöffnungen im Erdgeschoß stammt im Kern aus dem 15. Jahrhundert. | BDA-Hist.: Q38081253 Status: Bescheid Stand der BDA-Liste: 2025-06-30 Name: Bürgerhaus GstNr.: .232 Feldkirch Montfortgasse 3 |
| ja   | Datei hochladen | Bürgerhaus HERIS-ID: 58197 Objekt-ID: 68727                                                               | Montfortgasse 5 Standort KG: Feldkirch               | Das traufständige Haus in der Montfortgasse 5 hat eine schlichte Putzfassade. | BDA-Hist.: Q38081264 Status: Bescheid Stand der BDA-Liste: 2025-06-30 Name: Bürgerhaus GstNr.: .233 Feldkirch Montfortgasse 5 |
| ja   | Datei hochladen | Bürgerhaus HERIS-ID: 58198 Objekt-ID: 68728                                                               | Montfortgasse 7 Standort KG: Feldkirch               | Das traufständige Haus in der Montfortgasse 7 hat eine schlichte Putzfassade. | BDA-Hist.: Q38081274 Status: Bescheid Stand der BDA-Liste: 2025-06-30 Name: Bürgerhaus GstNr.: .234 Feldkirch Montfortgasse 7 |
| ja   | Datei hochladen | Bürgerhaus HERIS-ID: 56789 Objekt-ID: 66374                                                               | Montfortgasse 9 Standort KG: Feldkirch               | Das Bürgerhaus mit Zwerchgiebel stammt im Kern aus dem 16. und 17. Jahrhundert. | BDA-Hist.: Q38073579 Status: Bescheid Stand der BDA-Liste: 2025-06-30 Name: Bürgerhaus GstNr.: .235 Feldkirch Montfortgasse 9 |
| ja   | Datei hochladen | Bürgerhaus HERIS-ID: 58199 Objekt-ID: 68729                                                               | Montfortgasse 11 Standort KG: Feldkirch              | Das traufständige Haus in der Montfortgasse 11 hat eine schlichte Putzfassade. | BDA-Hist.: Q38081285 Status: Bescheid Stand der BDA-Liste: 2025-06-30 Name: Bürgerhaus GstNr.: .236 Feldkirch Montfortgasse 11 |
| ja   | Datei hochladen | Bürgerhaus HERIS-ID: 58200 Objekt-ID: 68730                                                               | Montfortgasse 13 Standort KG: Feldkirch              | Das im Kern aus dem 15. und 16. Jahrhundert stammende Bürgerhaus erhielt um das Jahr 1900 eine Jugendstil-Putzfassade. | BDA-Hist.: Q38081298 Status: Bescheid Stand der BDA-Liste: 2025-06-30 Name: Bürgerhaus GstNr.: .237 Feldkirch Montfortgasse 13 |
| ja   | Datei hochladen | Bürgerhaus HERIS-ID: 58201 Objekt-ID: 68731                                                               | Montfortgasse 15 Standort KG: Feldkirch              | Das Bürgerhaus mit sgraffitiertem geometrischem Jugendstildekor wurde in den Jahren 1909/10 erbaut. | BDA-Hist.: Q38081310 Status: Bescheid Stand der BDA-Liste: 2025-06-30 Name: Bürgerhaus GstNr.: .260 Feldkirch Montfortgasse 15 |
| ja   | Datei hochladen | Wasserturm HERIS-ID: 56192 Objekt-ID: 65269                                                               | Montfortgasse 17 Standort KG: Feldkirch              | Der Wasserturm wurde zwischen 1480 und 1510 in Form eines viergeschoßigen Rondells mit Kegeldach erbaut. Der gemalte österreichische Bindenschild mit Pfauenstoß-Helmzier ist mit 1516 bezeichnet. | BDA-Hist.: Q38070512 Status: Bescheid Stand der BDA-Liste: 2025-06-30 Name: Wasserturm GstNr.: .265/1 Wasserturm (Feldkirch) |
| ja   | Datei hochladen | Bürgerhaus HERIS-ID: 56193 Objekt-ID: 65270                                                               | Mühletorplatz 1 Standort KG: Feldkirch               | Das Miethaus mit Korbbogenportal und Mansarddach wurde im 18. Jahrhundert erbaut. | BDA-Hist.: Q38070536 Status: Bescheid Stand der BDA-Liste: 2025-06-30 Name: Bürgerhaus GstNr.: .169 |
| ja   | Datei hochladen | Grassmayerhaus HERIS-ID: 56194 Objekt-ID: 65271                                                           | Mühletorplatz 3 Standort KG: Feldkirch               | Der Fabriksbau mit unverputztem Bruchsteinmauerwerk wurde um 1850 errichtet. | BDA-Hist.: Q38070546 Status: Bescheid Stand der BDA-Liste: 2025-06-30 Name: Grassmayerhaus GstNr.: .176/2 |
| ja   | Datei hochladen | Städtisches Elektrizitätswerk HERIS-ID: 56195 Objekt-ID: 65272                                            | Mühletorplatz 5 Standort KG: Feldkirch               | Das Gebäude des Elektrizitätswerks mit einem Treppengiebel wurde im Jahr 1906 errichtet. | BDA-Hist.: Q38070556 Status: Bescheid Stand der BDA-Liste: 2025-06-30 Name: Städtisches E-Werke GstNr.: .176/1 Städtisches Elektrizitätswerk Feldkirch                                                                                                 |
| ja   | Datei hochladen | Bürgerhaus HERIS-ID: 58202 Objekt-ID: 68732                                                               | Mühletorplatz 8 Standort KG: Feldkirch               | | BDA-Hist.: Q38081321 Status: Bescheid Stand der BDA-Liste: 2025-06-30 Name: Bürgerhaus GstNr.: .161 |
| ja   | Datei hochladen | Bürgerhaus HERIS-ID: 56790 Objekt-ID: 66375                                                               | Mühletorplatz 12 Standort KG: Feldkirch              | Das Bürgerhaus stammt im Kern aus dem 18. Jahrhundert. | BDA-Hist.: Q38073587 Status: Bescheid Stand der BDA-Liste: 2025-06-30 Name: Bürgerhaus GstNr.: .159 |
| ja   | Datei hochladen | Bürgerhaus HERIS-ID: 56196 Objekt-ID: 65273                                                               | Mühletorplatz 14 Standort KG: Feldkirch              | Das Miethaus stammt im Kern aus dem 18. Jahrhundert. | BDA-Hist.: Q38070565 Status: Bescheid Stand der BDA-Liste: 2025-06-30 Name: Bürgerhaus GstNr.: .158 |
| ja   | Datei hochladen | Bürgerhaus HERIS-ID: 56197 Objekt-ID: 65274                                                               | Mühletorplatz 18 Standort KG: Feldkirch              | Das illseitig an das Mühletor angebaute Miethaus stammt aus dem 16. und 17. Jahrhundert. Sein in Richtung Vorstand gerichteter Kreuzgiebel ist mit Fachwerk gestaltet. | BDA-Hist.: Q38070575 Status: Bescheid Stand der BDA-Liste: 2025-06-30 Name: Bürgerhaus GstNr.: .156 |
| ja   | Datei hochladen | Mühletor HERIS-ID: 104352 Objekt-ID: 121114                                                               | Mühletorplatz 20 Standort KG: Feldkirch              | Das Mühletor am Südostende der Vorstadt entstand ab der ersten Hälfte des 15. Jahrhunderts in mehreren Bauphasen. Den Beginn bildete eine an die Stadtbefestigung innen angesetzte Mauerschale. Etwa von 1480 bis 1510 erfolgte die Erweiterung um den über die Flucht der Stadtmauer vorgezogenen viergeschoßigen Baukörper unter einem Krüppelwalmdach. | BDA-Hist.: Q37799250 Status: Bescheid Stand der BDA-Liste: 2025-06-30 Name: Mühletor GstNr.: .151 Mühletor (Feldkirch) |
| ja   | Datei hochladen | Pulverturm HERIS-ID: 58204 Objekt-ID: 68734                                                               | Mühletorplatz 22 Standort KG: Feldkirch              | Der Pulverturm nahe dem Mühletor an der Südecke der Stadtmauer ist ein zweigeschoßiges Dreiviertel-Rondell unter einem achteckigen Zeltdach. Das Untergeschoß wurde bereits Ende des 15. Jahrhunderts mit getrichterten Schlitzscharten versehen. Das Obergeschoß mit breitrechteckigen Trichterscharten wurde nach 1500 aufgesetzt. | BDA-Hist.: Q38081330 Status: Bescheid Stand der BDA-Liste: 2025-06-30 Name: Pulverturm GstNr.: .157/2 Pulverturm (Feldkirch) |
| ja   | Datei hochladen | Gasthaus, Zur Post/Am Dom HERIS-ID: 33465 Objekt-ID: 31019                                                | Neustadt 1 Standort KG: Feldkirch                    | Das Gasthaus mit kreuzgratgewölbter Laube und mächtigem Giebel stammt im Kern aus dem Spätmittelalter und wurde in der 1. Hälfte des 19. Jahrhunderts umgebaut. | BDA-Hist.: Q37952396 Status: Bescheid Stand der BDA-Liste: 2025-06-30 Name: Gasthaus, Zur Post/Am Dom GstNr.: .26/1, .26/2 Feldkirch Neustadt 1 |
| ja   | Datei hochladen | Bürgerhaus HERIS-ID: 58208 Objekt-ID: 68741                                                               | Neustadt 2 Standort KG: Feldkirch                    | Das Bürgerhaus mit sandsteingerahmtem Rundbogenportal stammt im Kern aus dem 16. und 17. Jahrhundert und wurde im 19. Jahrhundert umgebaut. | BDA-Hist.: Q38081353 Status: Bescheid Stand der BDA-Liste: 2025-06-30 Name: Bürgerhaus GstNr.: .96,.97 Feldkirch Neustadt 2 |
| ja   | Datei hochladen | Bürgerhaus HERIS-ID: 58209 Objekt-ID: 68742                                                               | Neustadt 3 Standort KG: Feldkirch                    | Das im Kern spätmittelalterliche Bürgerhaus wurde im 19. Jahrhundert und dann nochmals 1908 verändert. | BDA-Hist.: Q38081359 Status: Bescheid Stand der BDA-Liste: 2025-06-30 Name: Bürgerhaus GstNr.: .25 Feldkirch Neustadt 3 |
| ja   | Datei hochladen | Bürgerhaus „Cafe Bildstein“ HERIS-ID: 33466 Objekt-ID: 31020                                              | Neustadt 4 Standort KG: Feldkirch                    | Das Bürgerhaus unter einem Krüppelwalmdach stammt im Kern aus dem 16. und 17. Jahrhundert und wurde im 19. Jahrhundert umgebaut. | BDA-Hist.: Q37952406 Status: Bescheid Stand der BDA-Liste: 2025-06-30 Name: Bürgerhaus „Cafe Bildstein“ GstNr.: .98 |
| ja   | Datei hochladen | Bürgerhaus HERIS-ID: 58210 Objekt-ID: 68743                                                               | Neustadt 5 Standort KG: Feldkirch                    | Das im Kern aus dem 17. Jahrhundert stammende Bürgerhaus wurde um 1860 umgebaut. | BDA-Hist.: Q38081369 Status: Bescheid Stand der BDA-Liste: 2025-06-30 Name: Bürgerhaus GstNr.: .24 Feldkirch Neustadt 5 |
| ja   | Datei hochladen | Bürgerhaus HERIS-ID: 58211 Objekt-ID: 68744                                                               | Neustadt 6 Standort KG: Feldkirch                    | Das im Kern aus dem 16. und 17. Jahrhundert stammende Bürgerhaus wurde später mehrfach umgebaut. | BDA-Hist.: Q38081378 Status: Bescheid Stand der BDA-Liste: 2025-06-30 Name: Bürgerhaus GstNr.: .99/1 Feldkirch Neustadt 6 |
| ja   | Datei hochladen | ehem. St. Gallisches Amtshaus HERIS-ID: 33467 Objekt-ID: 31021                                            | Neustadt 8 Standort KG: Feldkirch                    | Das ehemalige St. Gallische Amtshaus stammt im Kern aus dem 17. Jahrhundert und wurde in der 1. Hälfte des 19. Jahrhunderts umgebaut. Seine Fassade zeigt das Wappen des Abtes Coelestin II. von St. Gallen im 18. Jahrhundert. | BDA-Hist.: Q37952416 Status: Bescheid Stand der BDA-Liste: 2025-06-30 Name: ehem. St. Gallisches Amtshaus GstNr.: .100, .99/2 Feldkirch Neustadt 8 |
| ja   | Datei hochladen | Hotel Hecht HERIS-ID: 58212 Objekt-ID: 68745                                                              | Neustadt 10 Standort KG: Feldkirch                   | Das im Kern aus dem 16. Jahrhundert stammende Gebäude wurde im späten 19. Jahrhundert zum Gasthof umgebaut. Die Fassade zeigt Dekormalerei im Stil der Neurenaissance aus dem Jahr 1896. | BDA-Hist.: Q38081390 Status: Bescheid Stand der BDA-Liste: 2025-06-30 Name: Hotel Hecht GstNr.: .101 Feldkirch Neustadt 10 |
| ja   | Datei hochladen | Bürgerhaus HERIS-ID: 58213 Objekt-ID: 68746                                                               | Neustadt 11 Standort KG: Feldkirch                   | Das Bürgerhaus mit mächtiger Heimatstilfassade und Zwerchgiebel wurde in den Jahren 1914/15 erbaut. | BDA-Hist.: Q38081400 Status: Bescheid Stand der BDA-Liste: 2025-06-30 Name: Bürgerhaus GstNr.: .20 Feldkirch Neustadt 11 |
| ja   | Datei hochladen | Bürgerhaus, ehem. Amtshaus des Churer Domkapitels HERIS-ID: 33468 Objekt-ID: 31022                        | Neustadt 12 Standort KG: Feldkirch                   | Das ehemalige Amtshaus des Churer Domkapitels mit breiter Front und Rundbogenportal stammt im Kern aus dem 15. und 16. Jahrhundert, wurde im 18. und 19. Jahrhundert aber umgebaut. | BDA-Hist.: Q37952427 Status: Bescheid Stand der BDA-Liste: 2025-06-30 Name: Bürgerhaus, ehem. Amtshaus des Churer Domkapitels GstNr.: .102 Feldkirch Neustadt 12                                                                                       |
| ja   | Datei hochladen | Bürgerhaus, Stöckelgebäude Rosengässele HERIS-ID: 56795 Objekt-ID: 66381                                  | Neustadt 14 Standort KG: Feldkirch                   | Das sogenannte Stöckelgebäude hat einen spätmittelalterlichen Kern und wurde mehrfach um- und ausgebaut. | BDA-Hist.: Q2360462 Status: Bescheid Stand der BDA-Liste: 2025-06-30 Name: Bürgerhaus, Stöckelgebäude Rosengässele GstNr.: .105/1, .105/2 Feldkirch Neustadt 14                                                                                        |
| ja   | Datei hochladen | Central Hotel Löwen HERIS-ID: 58214 Objekt-ID: 68747                                                      | Neustadt 15, 17, 19 Standort KG: Feldkirch           | Das Hotelgebäude mit drei Tympanon-Blendgiebeln stammt im Kern aus dem 16. und 17. Jahrhundert und wurde um 1900 umgebaut. | BDA-Hist.: Q38081409 Status: Bescheid Stand der BDA-Liste: 2025-06-30 Name: Central Hotel Löwen GstNr.: .19, .18, .31 |
| ja   | Datei hochladen | Bürgerhaus HERIS-ID: 58215 Objekt-ID: 68748                                                               | Neustadt 16 Standort KG: Feldkirch                   | Das im Kern spätmittelalterliche Bürgerhaus wurde um die Mitte des 19. Jahrhunderts umgebaut und erhielt dabei einen Gitterbalkon. | BDA-Hist.: Q38081419 Status: Bescheid Stand der BDA-Liste: 2025-06-30 Name: Bürgerhaus GstNr.: .106 Feldkirch Neustadt 16 |
| ja   | Datei hochladen | Bürgerhaus HERIS-ID: 58216 Objekt-ID: 68750                                                               | Neustadt 18 Standort KG: Feldkirch                   | Das schmale dreigeschoßige Bürgerhaus ist im Kern spätmittelalterlich und wurde im 18. und 19. Jahrhundert weitgehend verändert. | BDA-Hist.: Q38081430 Status: Bescheid Stand der BDA-Liste: 2025-06-30 Name: Bürgerhaus GstNr.: .111 Feldkirch Neustadt 18 |
| ja   | Datei hochladen | Montfortbrunnen HERIS-ID: 58207 Objekt-ID: 68740                                                          | vor Neustadt 18 Standort KG: Feldkirch               | Der im Jahr 1828 neu errichtete Brunnen trägt eine Ritterfigur aus dem 16. Jahrhundert mit Hellebarde und Schild. | BDA-Hist.: Q38081343 Status: Bescheid Stand der BDA-Liste: 2025-06-30 Name: Montfortbrunnen GstNr.: 477/1 Feldkirch Montfortbrunnen |
| ja   | Datei hochladen | Bürgerhaus HERIS-ID: 58217 Objekt-ID: 68751                                                               | Neustadt 20 Standort KG: Feldkirch                   | Das auf einer schmalen Parzelle stehende Bürgerhaus Neustadt 20 ist Teil einer geschlossenen Verbauung. Es hat einen spätmittelalterlichen Kern und wurde im 18./19. Jahrhundert verändert. | BDA-Hist.: Q38081442 Status: Bescheid Stand der BDA-Liste: 2025-06-30 Name: Bürgerhaus GstNr.: .112 Feldkirch Neustadt 20 |
| ja   | Datei hochladen | Wohn- und Geschäftshaus HERIS-ID: 104353 Objekt-ID: 121115                                                | Neustadt 21 Standort KG: Feldkirch                   | Das schmale Wohn- und Geschäftshaus stammt im Kern aus dem 16. und 17. Jahrhundert. | BDA-Hist.: Q37799256 Status: Bescheid Stand der BDA-Liste: 2025-06-30 Name: Wohn- und Geschäftshaus GstNr.: .17 Feldkirch Neustadt 21 |
| ja   | Datei hochladen | Bürgerhaus HERIS-ID: 56512 Objekt-ID: 65983                                                               | Neustadt 22 Standort KG: Feldkirch                   | Das auf einer schmalen Parzelle stehende Bürgerhaus Neustadt 22 ist Teil einer geschlossenen Verbauung. Es hat einen spätmittelalterlichen Kern und wurde im 18./19. Jahrhundert verändert. | BDA-Hist.: Q38072819 Status: Bescheid Stand der BDA-Liste: 2025-06-30 Name: Bürgerhaus GstNr.: .113 Feldkirch Neustadt 22 |
| ja   | Datei hochladen | Wohn- und Geschäftshaus HERIS-ID: 56198 Objekt-ID: 65276                                                  | Neustadt 23 Standort KG: Feldkirch                   | Das im Kern spätmittelalterliche Haus wurde um 1860 umgebaut und erhielt dabei eine romantisch-historistische Fassade mit neugotischem Dekor. | BDA-Hist.: Q38070585 Status: Bescheid Stand der BDA-Liste: 2025-06-30 Name: Wohn- und Geschäftshaus GstNr.: .15 Feldkirch Neustadt 23 |
| ja   | Datei hochladen | Bürgerhaus HERIS-ID: 58218 Objekt-ID: 68752                                                               | Neustadt 24 Standort KG: Feldkirch                   | Das schmale Bürgerhaus ist im Kern spätmittelalterlich und wurde im 18. und 19. Jahrhundert weitgehend verändert. | BDA-Hist.: Q38081454 Status: Bescheid Stand der BDA-Liste: 2025-06-30 Name: Bürgerhaus GstNr.: .114 Feldkirch Neustadt 24 |
| ja   | Datei hochladen | Bürgerhaus HERIS-ID: 58219 Objekt-ID: 68753                                                               | Neustadt 25 Standort KG: Feldkirch                   | Das Bürgerhaus stammt im Kern aus dem 16. und 17. Jahrhundert und wurde im 19. Jahrhundert umgebaut. | BDA-Hist.: Q38081468 Status: Bescheid Stand der BDA-Liste: 2025-06-30 Name: Bürgerhaus GstNr.: .14 Feldkirch Neustadt 25 |
| ja   | Datei hochladen | Bürgerhaus HERIS-ID: 56199 Objekt-ID: 65277                                                               | Neustadt 26 Standort KG: Feldkirch                   | Das auf einer schmalen Parzelle stehende Bürgerhaus Neustadt 26 ist Teil einer geschlossenen Verbauung. Es hat einen spätmittelalterlichen Kern und wurde im 18./19. Jahrhundert verändert. | BDA-Hist.: Q38070597 Status: Bescheid Stand der BDA-Liste: 2025-06-30 Name: Bürgerhaus GstNr.: .115 Feldkirch Neustadt 26 |
| ja   | Datei hochladen | Wohn- und Geschäftshaus HERIS-ID: 111794 Objekt-ID: 129804seit 2012                                       | Neustadt 27 Standort KG: Feldkirch                   | | BDA-Hist.: Q37826769 Status: Bescheid Stand der BDA-Liste: 2025-06-30 Name: Wohn- und Geschäftshaus GstNr.: .13 Feldkirch Neustadt 27 |
| ja   | Datei hochladen | Bürgerhaus HERIS-ID: 58220 Objekt-ID: 68754                                                               | Neustadt 28 Standort KG: Feldkirch                   | Das auf einer schmalen Parzelle stehende Bürgerhaus Neustadt 28 ist Teil einer geschlossenen Verbauung. Es hat einen spätmittelalterlichen Kern und wurde im 18./19. Jahrhundert verändert. | BDA-Hist.: Q38081480 Status: Bescheid Stand der BDA-Liste: 2025-06-30 Name: Bürgerhaus GstNr.: .116 Feldkirch Neustadt 28 |
| ja   | Datei hochladen | Bürgerhaus HERIS-ID: 58221 Objekt-ID: 68755                                                               | Neustadt 29 Standort KG: Feldkirch                   | | BDA-Hist.: Q38081490 Status: Bescheid Stand der BDA-Liste: 2025-06-30 Name: Bürgerhaus GstNr.: .12/1 |
| ja   | Datei hochladen | Bürgerhaus HERIS-ID: 58222 Objekt-ID: 68756                                                               | Neustadt 30 Standort KG: Feldkirch                   | | BDA-Hist.: Q38081499 Status: Bescheid Stand der BDA-Liste: 2025-06-30 Name: Bürgerhaus GstNr.: .117 |
| ja   | Datei hochladen | Bürgerhaus HERIS-ID: 58223 Objekt-ID: 68757                                                               | Neustadt 32 Standort KG: Feldkirch                   | | BDA-Hist.: Q38081508 Status: Bescheid Stand der BDA-Liste: 2025-06-30 Name: Bürgerhaus GstNr.: .118 |
| ja   | Datei hochladen | Bürgerhaus HERIS-ID: 58224 Objekt-ID: 68758                                                               | Neustadt 34 Standort KG: Feldkirch                   | Das auf einer schmalen Parzelle stehende Bürgerhaus Neustadt 34 ist Teil einer geschlossenen Verbauung. Es hat einen spätmittelalterlichen Kern und wurde im 18./19. Jahrhundert verändert. | BDA-Hist.: Q38081519 Status: Bescheid Stand der BDA-Liste: 2025-06-30 Name: Bürgerhaus GstNr.: .119, .120 Feldkirch Neustadt 34 |
| ja   | Datei hochladen | Bürgerhaus HERIS-ID: 58225 Objekt-ID: 68759                                                               | Neustadt 35 Standort KG: Feldkirch                   | Das Bürgerhaus Neustadt 35 hat einen spätmittelalterlichen Kern und wurde im 18./19. Jahrhundert verändert. | BDA-Hist.: Q38081531 Status: Bescheid Stand der BDA-Liste: 2025-06-30 Name: Bürgerhaus GstNr.: .8 Feldkirch Neustadt 35 |
| ja   | Datei hochladen | ehem. Stadtkanzlei HERIS-ID: 56200 Objekt-ID: 65278                                                       | Neustadt 37 Standort KG: Feldkirch                   | Die Hauptfront zur Stadt hat eine angebaute doppelseitige Freitreppe mit einem erhöhten Eingang in der Mittelachse mit einem Segmentbogenportal mit einem Lünettengitter und einem Türflügel aus der zweiten Hälfte des 18. Jahrhunderts. Die Hauptfassade ist mit Eckpilastern, einem Mansarddach und Fenstern mit Steckgittern gegliedert. Das Gebäude wurde von Marte.Marte Architekten von der Stadtgemeinde Feldkirch erworben und saniert und dient seit 2016 als deren Architekturbüro. | BDA-Hist.: Q27779430 Status: Bescheid Stand der BDA-Liste: 2025-06-30 Name: ehem. Stadtkanzlei GstNr.: .7 Feldkirch Neustadt 37 |
| ja   | Datei hochladen | Bürgerhaus HERIS-ID: 56791 Objekt-ID: 66376                                                               | Neustadt 38 Standort KG: Feldkirch                   | Das auf einer schmalen Parzelle stehende Bürgerhaus Neustadt 38 ist Teil einer geschlossenen Verbauung. Es hat einen spätmittelalterlichen Kern und wurde im 18./19. Jahrhundert verändert. | BDA-Hist.: Q38073598 Status: Bescheid Stand der BDA-Liste: 2025-06-30 Name: Bürgerhaus GstNr.: .121 Feldkirch Neustadt 38 |
| ja   | Datei hochladen | Wohnhaus HERIS-ID: 24295 Objekt-ID: 20677                                                                 | Neustadt 39 Standort KG: Feldkirch                   | Das Bürgerhaus Neustadt 39 hat einen spätmittelalterlichen Kern und wurde im 18./19. Jahrhundert verändert. | BDA-Hist.: Q37883940 Status: Bescheid Stand der BDA-Liste: 2025-06-30 Name: Wohnhaus GstNr.: .5 |
| ja   | Datei hochladen | Bürgerhaus HERIS-ID: 58226 Objekt-ID: 68761                                                               | Neustadt 40 Standort KG: Feldkirch                   | Das Bürgerhaus Neustadt 40 beherbergte einst die erste deutsche Schule Feldkirchs, in der ab 1593 die erste amtliche Lehrerin unterrichtete. 1849 wurde hier der Bildhauer Hermann Mayer geboren. | BDA-Hist.: Q38081543 Status: Bescheid Stand der BDA-Liste: 2025-06-30 Name: Bürgerhaus GstNr.: .122 Feldkirch Neustadt 40 |
| ja   | Datei hochladen | Bürgerhaus HERIS-ID: 58227 Objekt-ID: 68762                                                               | Neustadt 41 Standort KG: Feldkirch                   | Das Bürgerhaus Neustadt 41 hat einen spätmittelalterlichen Kern und wurde im 18./19. Jahrhundert verändert. | BDA-Hist.: Q38081552 Status: Bescheid Stand der BDA-Liste: 2025-06-30 Name: Bürgerhaus GstNr.: .4 |
| ja   | Datei hochladen | Bürgerhaus HERIS-ID: 58228 Objekt-ID: 68763                                                               | Neustadt 42 Standort KG: Feldkirch                   | Das auf einer schmalen Parzelle stehende Bürgerhaus Neustadt 42 ist Teil einer geschlossenen Verbauung. Es hat einen spätmittelalterlichen Kern und wurde im 18./19. Jahrhundert verändert. | BDA-Hist.: Q38081561 Status: Bescheid Stand der BDA-Liste: 2025-06-30 Name: Bürgerhaus GstNr.: 113/2 Feldkirch Neustadt 42 |
| ja   | Datei hochladen | Bürgerhaus HERIS-ID: 58229 Objekt-ID: 68764                                                               | Neustadt 43 Standort KG: Feldkirch                   | Das Bürgerhaus Neustadt 43 hat einen spätmittelalterlichen Kern und wurde im 18./19. Jahrhundert verändert. | BDA-Hist.: Q38081571 Status: Bescheid Stand der BDA-Liste: 2025-06-30 Name: Bürgerhaus GstNr.: .3 |
| ja   | Datei hochladen | Bürgerhaus HERIS-ID: 58011 Objekt-ID: 68433                                                               | Neustadt 44 Standort KG: Feldkirch                   | Das auf einer schmalen Parzelle stehende Bürgerhaus Neustadt 44 ist Teil einer geschlossenen Verbauung. Es hat einen spätmittelalterlichen Kern und wurde im 18./19. Jahrhundert verändert. | BDA-Hist.: Q38079961 Status: Bescheid Stand der BDA-Liste: 2025-06-30 Name: Bürgerhaus GstNr.: .124 Feldkirch Neustadt 44 |
| ja   | Datei hochladen | Wohnhaus, ehem. Lateinschule HERIS-ID: 24292 Objekt-ID: 20670                                             | Neustadt 45 Standort KG: Feldkirch                   | Das leicht vorspringend gebaute Wohnhaus mit Zwerchgiebel ist im Kern mittelalterlich. Um 1400 befand sich darin die erste Lateinschule der Stadt. | BDA-Hist.: Q37883893 Status: Bescheid Stand der BDA-Liste: 2025-06-30 Name: Wohnhaus, ehem. Lateinschule GstNr.: .2 |
| ja   | Datei hochladen | Villa Mary HERIS-ID: 82207 Objekt-ID: 96021                                                               | Reichenfeldgasse 2 Standort KG: Feldkirch            | Die bedeutende Heimatstilvilla mit Natursteinquaderung und Fachwerk wurde im Jahr 1907 erbaut. | BDA-Hist.: Q38177925 Status: Bescheid Stand der BDA-Liste: 2025-06-30 Name: Villa Mary GstNr.: .429 |
| ja   | Datei hochladen | Pförtnerhaus HERIS-ID: 82208 Objekt-ID: 96022                                                             | Reichenfeldgasse 7 Standort KG: Feldkirch            | Das Pförtnerhaus der ehemaligen Stella Matutina wurde 1929 erbaut. | BDA-Hist.: Q38177934 Status: Bescheid Stand der BDA-Liste: 2025-06-30 Name: Pförtnerhaus GstNr.: .469 Stella Matutina (Jesuitenpädagogium) |
| ja   | Datei hochladen | Landeskonservatorium HERIS-ID: 33470 Objekt-ID: 31024                                                     | Reichenfeldgasse 9 Standort KG: Feldkirch            | Die mächtige fünfgeschoßige Anlage wurde in den Jahren 1899/1900 erbaut. | BDA-Hist.: Q874457 Status: § 2a Stand der BDA-Liste: 2025-06-30 Name: Landeskonservatorium GstNr.: .418 Stella Matutina (Jesuitenpädagogium) |
| ja   | Datei hochladen | Städtische Musikschule HERIS-ID: 93402 Objekt-ID: 108420                                                  | Reichenfeldgasse 11 Standort KG: Feldkirch           | Im ehemaligen Brüderhaus der Stella Matutina wurde 1982 die städtische Musikschule untergebracht. | BDA-Hist.: Q37762130 Status: § 2a Stand der BDA-Liste: 2025-06-30 Name: Städtische Musikschule GstNr.: 531/2 Städtische Musikschule (Feldkirch) |
| ja   | Datei hochladen | Bürgerhaus HERIS-ID: 58230 Objekt-ID: 68765                                                               | Rosengasse 1 Standort KG: Feldkirch                  | | BDA-Hist.: Q38081586 Status: Bescheid Stand der BDA-Liste: 2025-06-30 Name: Bürgerhaus GstNr.: .110/1, .110/2 Feldkirch Rosengasse 1 |
| ja   | Datei hochladen | Bürgerhaus HERIS-ID: 58231 Objekt-ID: 68766                                                               | Rosengasse 2 Standort KG: Feldkirch                  | | BDA-Hist.: Q38081597 Status: Bescheid Stand der BDA-Liste: 2025-06-30 Name: Bürgerhaus GstNr.: .107 Feldkirch Rosengasse 2 |
| ja   | Datei hochladen | Bürgerhaus HERIS-ID: 58232 Objekt-ID: 68767                                                               | Rosengasse 3 Standort KG: Feldkirch                  | Das ursprünglich gotische Stadthaus Rosengasse 3 wurde 1470 errichtet und im Stil der Renaissance 1620 erstmals umgebaut. Keller und Erdgeschoß sind aus Stein gebaut, Ober- und Dachgeschoß hingegen als Holzbau ausgeführt. In den Jahren 2011 und 2012 wurde das Haus unter Berücksichtigung der geschützten Substanz generalsaniert. | BDA-Hist.: Q38081608 Status: Bescheid Stand der BDA-Liste: 2025-06-30 Name: Bürgerhaus GstNr.: .109 Feldkirch Rosengasse 3 |
| ja   | Datei hochladen | Hotel Gutwinski HERIS-ID: 58233 Objekt-ID: 68768                                                          | Rosengasse 4 Standort KG: Feldkirch                  | Das Haus Rosengasse 4 hat ein Mansardwalmdach und stammt im Kern aus dem 18. Jahrhundert. | BDA-Hist.: Q38081620 Status: Bescheid Stand der BDA-Liste: 2025-06-30 Name: Hotel Gutwinski GstNr.: .103, .104 Feldkirch Rosengasse 4,6 |
| ja   | Datei hochladen | Bürgerhaus HERIS-ID: 58234 Objekt-ID: 68769                                                               | Rosengasse 5 Standort KG: Feldkirch                  | In dem Haus in der Rosengasse 5 befand sich einst eine Druckerei. | BDA-Hist.: Q38081630 Status: Bescheid Stand der BDA-Liste: 2025-06-30 Name: Bürgerhaus GstNr.: .108 Feldkirch Rosengasse 5 |
| ja   | Datei hochladen | Textilfabrik Ganahl / ehem. k.k. Hoflieferant HERIS-ID: 74601 Objekt-ID: 88021                            | Schießstätte 12 Standort KG: Feldkirch               | Die k. k. priv. Baumwollspinnerei Ganahl & Söhne in Feldkirch, gegründet 1833 von dem Textilunternehmer Johann Josef Ganahl, war die erste mechanische Weberei der Monarchie. 1885 brannte sie ab und wurde in größeren Dimensionen wieder aufgebaut. Zu weiteren umfangreichen Veränderungen kam es in den 1920er Jahren. | BDA-Hist.: Q38135840 Status: Bescheid Stand der BDA-Liste: 2025-06-30 Name: Textilfabrik Ganahl /ehem. k.k. Hoflieferant GstNr.: 456/2 |
| ja   | Datei hochladen | Landesgericht HERIS-ID: 33456 Objekt-ID: 31002                                                            | Schillerstraße 1 Standort KG: Feldkirch              | Das Landesgericht Feldkirch ist ein späthistoristisch-eklektizistischer Bau mit Stilelementen der Gotik, der Renaissance und des frühen Jugendstils, der von dem Architekten Ernst Dittrich in den Jahren 1903 bis 1905 als k.u.k. Kreisgericht errichtet wurde. | BDA-Hist.: Q56395461 Status: Bescheid Stand der BDA-Liste: 2025-06-30 Name: Landesgericht GstNr.: .425 Landesgericht für Vorarlberg (Feldkirch) |
| ja   | Datei hochladen | Finanzlandesdirektion HERIS-ID: 56172 Objekt-ID: 65243                                                    | Schillerstraße 2 Standort KG: Feldkirch              | Das Gebäude der Finanzlandesdirektion mit Gliederung durch Pilaster und Fassadenmalerei wurde in den Jahren 1911/1912 errichtet. | BDA-Hist.: Q38070325 Status: Bescheid Stand der BDA-Liste: 2025-06-30 Name: Finanzlandesdirektion GstNr.: .450 Finanzlandesdirektion für Vorarlberg |
| ja   | Datei hochladen | Villa Zangerl mit Gartenpavillon HERIS-ID: 82212 Objekt-ID: 96026                                         | Schillerstraße 3 Standort KG: Feldkirch              | Die Villa mit reich gegliederter Bauform wurde in den Jahren 1913/14 im Heimatstil erbaut. | BDA-Hist.: Q38177965 Status: Bescheid Stand der BDA-Liste: 2025-06-30 Name: Villa Zangerl mit Gartenpavillon GstNr.: 536/9, 536/6 Villa Schmölz |
| ja   | Datei hochladen | Angestelltenwohnhaus HERIS-ID: 89188 Objekt-ID: 103803seit 2017                                           | Schillerstraße 18 Standort KG: Feldkirch             | Die Heimatstilvilla wurde um 1910 erbaut. | BDA-Hist.: Q37732405 Status: Bescheid Stand der BDA-Liste: 2025-06-30 Name: Angestelltenwohnhaus GstNr.: .482 |
| ja   | Datei hochladen | Bürgerhaus HERIS-ID: 56201 Objekt-ID: 65279                                                               | Schlossergasse 1 Standort KG: Feldkirch              | Das Bürgerhaus stammt im Kern aus dem 16. Jahrhundert und erfuhr im 18. sowie im späten 19. Jahrhundert Umbauten. | BDA-Hist.: Q38070619 Status: Bescheid Stand der BDA-Liste: 2025-06-30 Name: Bürgerhaus GstNr.: .199 Schlossergasse 1 (Feldkirch) |
| ja   | Datei hochladen | Bürgerhaus HERIS-ID: 56202 Objekt-ID: 65280                                                               | Schlossergasse 2 Standort KG: Feldkirch              | Das Miethaus mit Mansarddach stammt ursprünglich aus dem 16. und 17. Jahrhundert und wurde im späten 18. Jahrhundert umgebaut. Das Korbbogenportal aus Sandstein ist mit 1786 bezeichnet. | BDA-Hist.: Q38070639 Status: Bescheid Stand der BDA-Liste: 2025-06-30 Name: Bürgerhaus GstNr.: .69 Schlossergasse 2 (Feldkirch) |
| ja   | Datei hochladen | Bürgerhaus HERIS-ID: 56792 Objekt-ID: 66378                                                               | Schlossergasse 3 Standort KG: Feldkirch              | Das Bürgerhaus mit schlichter Putzfassade wurde im späten 19. Jahrhundert umgebaut. | BDA-Hist.: Q38073606 Status: Bescheid Stand der BDA-Liste: 2025-06-30 Name: Bürgerhaus GstNr.: .201 Schlossergasse 3 (Feldkirch) |
| ja   | Datei hochladen | Bürgerhaus HERIS-ID: 58235 Objekt-ID: 68771                                                               | Schlossergasse 4 Standort KG: Feldkirch              | Das Bürgerhaus mit schlichter Fassade stammt im Kern aus dem 15. und 16. Jahrhundert und wurde im Jahr 1829 umgebaut. | BDA-Hist.: Q38081652 Status: Bescheid Stand der BDA-Liste: 2025-06-30 Name: Bürgerhaus GstNr.: .68 Schlossergasse 4 (Feldkirch) |
| ja   | Datei hochladen | Bürgerhaus HERIS-ID: 58236 Objekt-ID: 68772                                                               | Schlossergasse 5 Standort KG: Feldkirch              | Das Bürgerhaus mit Zwerchgiebel stammt im Kern aus dem 16. Jahrhundert und wurde im späten 19. Jahrhundert umgebaut. | BDA-Hist.: Q38081664 Status: Bescheid Stand der BDA-Liste: 2025-06-30 Name: Bürgerhaus GstNr.: .202 Schlossergasse 5 (Feldkirch) |
| ja   | Datei hochladen | Wohnhaus HERIS-ID: 56203 Objekt-ID: 65281                                                                 | Schlossergasse 6 Standort KG: Feldkirch              | Das Wohnhaus mit zwei Bogenöffnungen im Erdgeschoß stammt im Kern aus dem 15. und 16. Jahrhundert. | BDA-Hist.: Q38070648 Status: Bescheid Stand der BDA-Liste: 2025-06-30 Name: Wohnhaus GstNr.: .67 Schlossergasse 6 (Feldkirch) |
| ja   | Datei hochladen | Wohnhaus HERIS-ID: 104355 Objekt-ID: 121117                                                               | Schlossergasse 7 Standort KG: Feldkirch              | Das im Kern spätmittelalterliche Wohnhaus erhielt im 19. Jahrhundert eine schlichte neue Fassade. | BDA-Hist.: Q37799272 Status: Bescheid Stand der BDA-Liste: 2025-06-30 Name: Wohnhaus GstNr.: .203 Schlossergasse 7 (Feldkirch) |
| ja   | Datei hochladen | Palais Liechtenstein HERIS-ID: 33471 Objekt-ID: 31026                                                     | Schlossergasse 8 Standort KG: Feldkirch              | Das Palais Liechtenstein wurde nach dem Stadtbrand von 1679 anstelle des zerstörten erzherzoglichen Hubamtes im Auftrag von Johann Adam Andreas von Liechtenstein durch den Hofbaumeister Gallus Apeller in barockem Stil errichtet. | BDA-Hist.: Q1319014 Status: Bescheid Stand der BDA-Liste: 2025-06-30 Name: Palais Liechtenstein GstNr.: .66/1 Palais Liechtenstein (Feldkirch) |
| ja   | Datei hochladen | Brunnen HERIS-ID: 58237 Objekt-ID: 68773                                                                  | vor Schmiedgasse 5 Standort KG: Feldkirch            | Der Gusseisenbrunnen nahe dem Rathaus ist mit 1879 bezeichnet. | BDA-Hist.: Q38081676 Status: Bescheid Stand der BDA-Liste: 2025-06-30 Name: Brunnen GstNr.: .469 |
| ja   | Datei hochladen | Rathaus HERIS-ID: 56204 Objekt-ID: 65282                                                                  | Schmiedgasse 1 Standort KG: Feldkirch                | Das Rathaus stammt in der Bausubstanz aus dem Spätmittelalter. Nach dem Stadtbrand 1697 wurde es erneuert, im 18. und 19. Jahrhundert mehrmals verändert. Bei einem Umbau in den Jahren 1931 bis 1937 wurde das Haus mit mächtigem Giebel mit dem Nachbargebäude, einem ehemaligen mittelalterlichen Spital, vereinigt. Die Fassadenmalereien stammen aus dem Jahr 1935. | BDA-Hist.: Q38070657 Status: Bescheid Stand der BDA-Liste: 2025-06-30 Name: Rathaus GstNr.: .79/1, .78 Feldkirch Rathaus |
| ja   | Datei hochladen | Bürgerhaus HERIS-ID: 58238 Objekt-ID: 68774                                                               | Schmiedgasse 2 Standort KG: Feldkirch                | Das kleine Bürgerhaus ist im Kern spätmittelalterlich. | BDA-Hist.: Q38081686 Status: Bescheid Stand der BDA-Liste: 2025-06-30 Name: Bürgerhaus GstNr.: .77 |
| ja   | Datei hochladen | Bürgerhaus HERIS-ID: 58239 Objekt-ID: 68775                                                               | Schmiedgasse 4 Standort KG: Feldkirch                | Das kleine Bürgerhaus ist im Kern spätmittelalterlich. | BDA-Hist.: Q38081696 Status: Bescheid Stand der BDA-Liste: 2025-06-30 Name: Bürgerhaus GstNr.: .76 |
| ja   | Datei hochladen | Bürgerhaus HERIS-ID: 58240 Objekt-ID: 68776                                                               | Schmiedgasse 5 Standort KG: Feldkirch                | Das kleine Bürgerhaus ist im Kern spätmittelalterlich. | BDA-Hist.: Q38081706 Status: Bescheid Stand der BDA-Liste: 2025-06-30 Name: Bürgerhaus GstNr.: .80 Feldkirch Schmiedgasse 5 |
| ja   | Datei hochladen | Bürgerhaus HERIS-ID: 58241 Objekt-ID: 68777                                                               | Schmiedgasse 6 Standort KG: Feldkirch                | An der Fassade des Bürgerhauses mit Zwerchgiebel steht eine Nischenfigur der Maria mit dem Kind aus dem 17. Jahrhundert. | BDA-Hist.: Q38081719 Status: Bescheid Stand der BDA-Liste: 2025-06-30 Name: Bürgerhaus GstNr.: .75 |
| ja   | Datei hochladen | Bürgerhaus HERIS-ID: 58242 Objekt-ID: 68778                                                               | Schmiedgasse 7 Standort KG: Feldkirch                | Das zweiachsige Haus in der Schmiedgasse 7 hat ein Schaufenster mit korinthischen Säulen, die aus Schmiedeeisen gefertigt sind (19. Jahrhundert). | BDA-Hist.: Q38081732 Status: Bescheid Stand der BDA-Liste: 2025-06-30 Name: Bürgerhaus GstNr.: .81 Feldkirch Schmiedgasse 7 |
| ja   | Datei hochladen | Bürgerhaus HERIS-ID: 58243 Objekt-ID: 68779                                                               | Schmiedgasse 8 Standort KG: Feldkirch                | | BDA-Hist.: Q38081745 Status: Bescheid Stand der BDA-Liste: 2025-06-30 Name: Bürgerhaus GstNr.: .74/1, .74/4 |
| ja   | Datei hochladen | Bürgerhaus HERIS-ID: 58244 Objekt-ID: 68780                                                               | Schmiedgasse 9 Standort KG: Feldkirch                | Das Bürgerhaus mit Fachwerkfassade ist im Kern spätmittelalterlich. | BDA-Hist.: Q38081767 Status: Bescheid Stand der BDA-Liste: 2025-06-30 Name: Bürgerhaus GstNr.: .82 Feldkirch Schmiedgasse 9 |
| ja   | Datei hochladen | Bürgerhaus HERIS-ID: 58245 Objekt-ID: 68781                                                               | Schmiedgasse 11 Standort KG: Feldkirch               | Das Bürgerhaus Schmiedgasse 11 ist im Kern spätmittelalterlich. | BDA-Hist.: Q38081778 Status: Bescheid Stand der BDA-Liste: 2025-06-30 Name: Bürgerhaus GstNr.: .95 Feldkirch Schmiedgasse 11 |
| ja   | Datei hochladen | Bürgerhaus HERIS-ID: 33472 Objekt-ID: 31027                                                               | Schmiedgasse 12 Standort KG: Feldkirch               | Das Bürgerhaus mit breiter Fassade, Zwerchgiebel und Mansarddach stammt im Kern aus dem frühen 17. Jahrhundert und wurde im Jahr 1777 umgebaut. | BDA-Hist.: Q37952445 Status: Bescheid Stand der BDA-Liste: 2025-06-30 Name: Bürgerhaus GstNr.: .72 |
| ja   | Datei hochladen | Bürgerhaus HERIS-ID: 58246 Objekt-ID: 68782                                                               | Schmiedgasse 13 Standort KG: Feldkirch               | Das dreigeschoßige Bürgerhaus mit sichtbarem Fachwerk ist im Kern spätmittelalterlich. | BDA-Hist.: Q38081790 Status: Bescheid Stand der BDA-Liste: 2025-06-30 Name: Bürgerhaus GstNr.: .83 Feldkirch Schmiedgasse 13 |
| ja   | Datei hochladen | Bürgerhaus HERIS-ID: 58247 Objekt-ID: 68783                                                               | Schmiedgasse 14 Standort KG: Feldkirch               | Das breite, im Kern spätmittelalterliche Bürgerhaus erhielt in der 2. Hälfte des 19. Jahrhunderts eine neue Fassade. | BDA-Hist.: Q38081799 Status: Bescheid Stand der BDA-Liste: 2025-06-30 Name: Bürgerhaus GstNr.: .71 |
| ja   | Datei hochladen | Bürgerhaus HERIS-ID: 56778 Objekt-ID: 66357                                                               | Schmiedgasse 15 Standort KG: Feldkirch               | Das Bürgerhaus Schmiedgasse 15 ist im Kern spätmittelalterlich. | BDA-Hist.: Q38073514 Status: Bescheid Stand der BDA-Liste: 2025-06-30 Name: Bürgerhaus GstNr.: .84, .85 Feldkirch Schmiedgasse 15 |
| ja   | Datei hochladen | Bürgerhaus HERIS-ID: 58248 Objekt-ID: 68784                                                               | Schmiedgasse 16 Standort KG: Feldkirch               | Das kleine Bürgerhaus stammt im Kern aus dem 16. und 17. Jahrhundert und wurde später mehrfach verändert. | BDA-Hist.: Q38081809 Status: Bescheid Stand der BDA-Liste: 2025-06-30 Name: Bürgerhaus GstNr.: .198 Feldkirch Schmiedgasse 16 |
| ja   | Datei hochladen | Bürgerhaus HERIS-ID: 58249 Objekt-ID: 68785                                                               | Schmiedgasse 17 Standort KG: Feldkirch               | Das Bürgerhaus Schmiedgasse 17 ist im Kern spätmittelalterlich. | BDA-Hist.: Q38081820 Status: Bescheid Stand der BDA-Liste: 2025-06-30 Name: Bürgerhaus GstNr.: .86, .87 Feldkirch Schmiedgasse 17 |
| ja   | Datei hochladen | Bürgerhaus HERIS-ID: 58250 Objekt-ID: 68786                                                               | Schmiedgasse 18 Standort KG: Feldkirch               | Das kleine Bürgerhaus stammt im Kern aus dem 16. und 17. Jahrhundert und wurde später mehrfach verändert. | BDA-Hist.: Q38081830 Status: Bescheid Stand der BDA-Liste: 2025-06-30 Name: Bürgerhaus GstNr.: .215/2, .197 |
| ja   | Datei hochladen | Bürgerhaus HERIS-ID: 56793 Objekt-ID: 66379                                                               | Schmiedgasse 19 Standort KG: Feldkirch               | Das Bürgerhaus mit Zwerchgiebel stammt im Kern aus dem Spätmittelalter. | BDA-Hist.: Q38073617 Status: Bescheid Stand der BDA-Liste: 2025-06-30 Name: Bürgerhaus GstNr.: .194 Feldkirch Schmiedgasse 19 |
| ja   | Datei hochladen | Bürgerhaus HERIS-ID: 58251 Objekt-ID: 68787                                                               | Schmiedgasse 20 Standort KG: Feldkirch               | Das kleine Bürgerhaus stammt im Kern aus dem 16. und 17. Jahrhundert und wurde später mehrfach verändert. | BDA-Hist.: Q38081838 Status: Bescheid Stand der BDA-Liste: 2025-06-30 Name: Bürgerhaus GstNr.: .196 |
| ja   | Datei hochladen | Bürgerhaus HERIS-ID: 58252 Objekt-ID: 68788                                                               | Schmiedgasse 21 Standort KG: Feldkirch               | Das Bürgerhaus mit Zwerchgiebel stammt im Kern aus dem 16. und 17. Jahrhundert. Im späten 19. Jahrhundert wurde es verändert und erhielt ein neugotisches Geschäftsportal. | BDA-Hist.: Q38081840 Status: Bescheid Stand der BDA-Liste: 2025-06-30 Name: Bürgerhaus GstNr.: .193 Feldkirch Schmiedgasse 21 |
| ja   | Datei hochladen | Bürgerhaus HERIS-ID: 58253 Objekt-ID: 68789                                                               | Schmiedgasse 22 Standort KG: Feldkirch               | Das Eckhaus ist im Kern spätmittelalterlich und wurde in den Jahren 1904/05 im Heimatstil umgebaut. | BDA-Hist.: Q38081842 Status: Bescheid Stand der BDA-Liste: 2025-06-30 Name: Bürgerhaus GstNr.: .217 |
| ja   | Datei hochladen | Bürgerhaus HERIS-ID: 58254 Objekt-ID: 68790                                                               | Schmiedgasse 23 Standort KG: Feldkirch               | Das Bürgerhaus mit flachem Polygonerker und Zwerchgiebel ist mit 1911 bezeichnet. | BDA-Hist.: Q38081844 Status: Bescheid Stand der BDA-Liste: 2025-06-30 Name: Bürgerhaus GstNr.: .192 Feldkirch Schmiedgasse 23 |
| ja   | Datei hochladen | Wohn- und Geschäftshaus HERIS-ID: 56205 Objekt-ID: 65283                                                  | Schmiedgasse 25 Standort KG: Feldkirch               | Das Miethaus mit späthistoristisch-barockisierender Fassade und geschwungenem Giebel ist mit 1914 bezeichnet. | BDA-Hist.: Q38070666 Status: Bescheid Stand der BDA-Liste: 2025-06-30 Name: Wohn- und Geschäftshaus GstNr.: .191 Feldkirch Schmiedgasse 25 |
| ja   | Datei hochladen | Kriegerdenkmal HERIS-ID: 82209 Objekt-ID: 96023                                                           | Veitskapfgasse Standort KG: Feldkirch                | Das 1899 errichtete Denkmal erinnert an die Vaterlandsverteidiger des Jahres 1799. | BDA-Hist.: Q38177945 Status: § 2a Stand der BDA-Liste: 2025-06-30 Name: Kriegerdenkmal GstNr.: 390 Veitskapf Denkmal |
| ja   | Datei hochladen | Bürgerhaus HERIS-ID: 58256 Objekt-ID: 68792                                                               | Vorstadt 2 Standort KG: Feldkirch                    | Das Bürgerhaus mit Jugendstilputz und Fachwerk wurde um 1900 errichtet. | BDA-Hist.: Q38081862 Status: Bescheid Stand der BDA-Liste: 2025-06-30 Name: Bürgerhaus GstNr.: .259 |
| ja   | Datei hochladen | Bürgerhaus HERIS-ID: 60197 Objekt-ID: 72266                                                               | Vorstadt 4 Standort KG: Feldkirch                    | Das kleine Bürgerhaus ist im Kern spätmittelalterlich. | BDA-Hist.: Q38090830 Status: Bescheid Stand der BDA-Liste: 2025-06-30 Name: Bürgerhaus GstNr.: .258 |
| ja   | Datei hochladen | Bürgerhaus, Pfeifer-Haus HERIS-ID: 58257 Objekt-ID: 68793                                                 | Vorstadt 6 Standort KG: Feldkirch                    | Das Bürgerhaus mit Balkon und Treppengiebel wurde im Jahr 1897 erbaut. | BDA-Hist.: Q38081870 Status: Bescheid Stand der BDA-Liste: 2025-06-30 Name: Bürgerhaus, Pfeifer-Haus GstNr.: .257 |
| ja   | Datei hochladen | Bürgerhaus HERIS-ID: 58258 Objekt-ID: 68794                                                               | Vorstadt 7 Standort KG: Feldkirch                    | | BDA-Hist.: Q38081879 Status: Bescheid Stand der BDA-Liste: 2025-06-30 Name: Bürgerhaus GstNr.: .239 |
| ja   | Datei hochladen | Bürgerhaus HERIS-ID: 56206 Objekt-ID: 65284                                                               | Vorstadt 9 Standort KG: Feldkirch                    | | BDA-Hist.: Q38070676 Status: Bescheid Stand der BDA-Liste: 2025-06-30 Name: Bürgerhaus GstNr.: .240 |
| ja   | Datei hochladen | Bürgerhaus HERIS-ID: 58259 Objekt-ID: 68795                                                               | Vorstadt 10 Standort KG: Feldkirch                   | Das Haus Vorstadt 10 ist Bestandteil einer geschlossenen Verbauung, die ihren Ursprung im Spätmittelalter hat, deren Fassaden jedoch im 19. Jahrhundert in schlichten Formen verändert wurden. | BDA-Hist.: Q38081892 Status: Bescheid Stand der BDA-Liste: 2025-06-30 Name: Bürgerhaus GstNr.: .255 |
| ja   | Datei hochladen | Bürgerhaus HERIS-ID: 56207 Objekt-ID: 65285                                                               | Vorstadt 12 Standort KG: Feldkirch                   | Das Haus Vorstadt 12 ist Bestandteil einer geschlossenen Verbauung, die ihren Ursprung im Spätmittelalter hat, deren Fassaden jedoch im 19. Jahrhundert in schlichten Formen verändert wurden. | BDA-Hist.: Q38070680 Status: Bescheid Stand der BDA-Liste: 2025-06-30 Name: Bürgerhaus GstNr.: .254 |
| ja   | Datei hochladen | Bürgerhaus HERIS-ID: 56208 Objekt-ID: 65286                                                               | Vorstadt 14 Standort KG: Feldkirch                   | Das Haus Vorstadt 14 ist Bestandteil einer geschlossenen Verbauung, die ihren Ursprung im Spätmittelalter hat, deren Fassaden jedoch im 19. Jahrhundert in schlichten Formen verändert wurden. | BDA-Hist.: Q38070691 Status: Bescheid Stand der BDA-Liste: 2025-06-30 Name: Bürgerhaus GstNr.: .253 |
| ja   | Datei hochladen | Bürgerhaus HERIS-ID: 58260 Objekt-ID: 68796                                                               | Vorstadt 15 Standort KG: Feldkirch                   | Das späthistoristische Haus mit einer Nischenfigur des heiligen Joseph mit Kind wurde Ende des 19. Jahrhunderts erbaut. | BDA-Hist.: Q38081902 Status: Bescheid Stand der BDA-Liste: 2025-06-30 Name: Bürgerhaus GstNr.: .241 Vorstadt 15, Feldkirch |
| ja   | Datei hochladen | Gartenmauer HERIS-ID: 58255 Objekt-ID: 68791                                                              | bei Vorstadt 15 Standort KG: Feldkirch               | | BDA-Hist.: Q38081849 Status: Bescheid Stand der BDA-Liste: 2025-06-30 Name: Gartenmauer GstNr.: 162 |
| ja   | Datei hochladen | Bürgerhaus HERIS-ID: 58261 Objekt-ID: 68797                                                               | Vorstadt 16 Standort KG: Feldkirch                   | Das um 1910 erbaute Haus hat einen flachen Heimatstilerker und eine einfache Portalrahmung in Formen des Jugendstils. | BDA-Hist.: Q38081912 Status: Bescheid Stand der BDA-Liste: 2025-06-30 Name: Bürgerhaus GstNr.: .252 Feldkirch Vorstadt 16 |
| ja   | Datei hochladen | Bürgerhaus HERIS-ID: 58262 Objekt-ID: 68798                                                               | Vorstadt 18 Standort KG: Feldkirch                   | Das im Kern aus dem 16. Jahrhundert stammende Haus ist durch ein einfaches Korbbogenportal zugänglich. Im Obergeschoß innen befinden sich Balustersäulen und Beschlagwerkdekor aus der zweiten Hälfte des 16. Jahrhunderts. | BDA-Hist.: Q38081923 Status: Bescheid Stand der BDA-Liste: 2025-06-30 Name: Bürgerhaus GstNr.: .251 |
| ja   | Datei hochladen | Bürgerhaus HERIS-ID: 45339 Objekt-ID: 46631                                                               | Vorstadt 20 Standort KG: Feldkirch                   | Das Bürgerhaus ist im Kern spätmittelalterlich. | BDA-Hist.: Q38015187 Status: Bescheid Stand der BDA-Liste: 2025-06-30 Name: Bürgerhaus GstNr.: .250 Feldkirch Vorstadt 20 |
| ja   | Datei hochladen | Bürgerhaus HERIS-ID: 56796 Objekt-ID: 66382                                                               | Vorstadt 22 Standort KG: Feldkirch                   | Das Haus Vorstadt 22 ist Bestandteil einer geschlossenen Verbauung, die ihren Ursprung im Spätmittelalter hat, deren Fassaden jedoch im 19. Jahrhundert in schlichten Formen verändert wurden. | BDA-Hist.: Q38073631 Status: Bescheid Stand der BDA-Liste: 2025-06-30 Name: Bürgerhaus GstNr.: .249 Feldkirch Vorstadt 22 |
| ja   | Datei hochladen | Bürgerhaus HERIS-ID: 56209 Objekt-ID: 65287                                                               | Vorstadt 24 Standort KG: Feldkirch                   | Das Haus Vorstadt 24 ist Bestandteil einer geschlossenen Verbauung, die ihren Ursprung im Spätmittelalter hat, deren Fassaden jedoch im 19. Jahrhundert in schlichten Formen verändert wurden. | BDA-Hist.: Q38070700 Status: Bescheid Stand der BDA-Liste: 2025-06-30 Name: Bürgerhaus GstNr.: .248 Feldkirch Vorstadt 24 |
| ja   | Datei hochladen | Zeughaus HERIS-ID: 56226 Objekt-ID: 65320                                                                 | Vorstadt 26 Standort KG: Feldkirch                   | Das Zeughaus diente im Mittelalter als Waffenkammer für die schweren Waffen der Feldkircher Bürger. Seit Anfang des 19. Jahrhunderts diente es fast nur noch als Feuerwehrdepot und Lagerhaus. | BDA-Hist.: Q38070827 Status: Bescheid Stand der BDA-Liste: 2025-06-30 Name: Zeughaus GstNr.: .247 Feldkirch Vorstadt 26 |
| ja   | Datei hochladen | Wasserschloss/Hochbehälter HERIS-ID: 82211 Objekt-ID: 96025                                               | Weinberggasse Standort KG: Feldkirch                 | Das sogenannte Wasserschloss („Wasserschlössle“) auf dem Ardetzenberg entstand 1906 als Teil des Leitungssystems, das für die Wasserversorgung Feldkirchs geschaffen wurde. | BDA-Hist.: Q38177956 Status: § 2a Stand der BDA-Liste: 2025-06-30 Name: Wasserschloss/Hochbehälter GstNr.: .433 Wasserschloss (Feldkirch Vorarlberg)                                                                                                   |
| ja   | Datei hochladen | Bürgerhaus HERIS-ID: 56210 Objekt-ID: 65288                                                               | Zeughausgasse 4 Standort KG: Feldkirch               | | BDA-Hist.: Q38070711 Status: Bescheid Stand der BDA-Liste: 2025-06-30 Name: Bürgerhaus GstNr.: .244 |
| ja   | Datei hochladen | Bürgerhaus HERIS-ID: 33474 Objekt-ID: 31029                                                               | Zeughausgasse 6 Standort KG: Feldkirch               | Das Bürgerhaus mit traufseitigem Satteldach stammt im Kern aus dem 16. Jahrhundert. | BDA-Hist.: Q37952454 Status: Bescheid Stand der BDA-Liste: 2025-06-30 Name: Bürgerhaus GstNr.: .245 |
| ja   | Datei hochladen | Bürgerhaus HERIS-ID: 56211 Objekt-ID: 65289                                                               | Zeughausgasse 8 Standort KG: Feldkirch               | Das Bürgerhaus mit rechteckigem Sandsteinportal stammt im Kern aus dem 16. Jahrhundert. | BDA-Hist.: Q38070720 Status: Bescheid Stand der BDA-Liste: 2025-06-30 Name: Bürgerhaus GstNr.: .246 |
| ja   | Datei hochladen | Bürgerhaus HERIS-ID: 58263 Objekt-ID: 68799                                                               | Ziegelhofgasse 2 Standort KG: Feldkirch              | | BDA-Hist.: Q38081934 Status: Bescheid Stand der BDA-Liste: 2025-06-30 Name: Bürgerhaus GstNr.: .126 |
| ja   | Datei hochladen | Straßenbrücke, Vereinigungsbrücke HERIS-ID: 74602 Objekt-ID: 88022seit 2015                               | Standort KG: Feldkirch                               | Die sogenannte Vereinigungsbrücke, die Feldkirch und Tosters über die Ill verbindet, wurde am 18. Mai 1930 eingeweiht. | BDA-Hist.: Q38135854 Status: Bescheid Stand der BDA-Liste: 2025-06-30 Name: Straßenbrücke, Vereinigungsbrücke GstNr.: 522/1, 726, 729, 519 Vereinigungsbrücke, Feldkirch                                                                               |
| ja   | Datei hochladen | Kapelle hll. Sebastian und Fridolin HERIS-ID: 74627 Objekt-ID: 88053                                      | Bangs Standort KG: Nofels                            | Die Kapelle wurde im Jahr 1655 an Stelle eines älteren Vorgängerbaus errichtet. An der Südseite des eingezogenen Chors steht der Turm mit einem Giebelspitzhelm von 1884. Der Hochaltar stammt aus der Zeit um 1660. | BDA-Hist.: Q38136128 Status: § 2a Stand der BDA-Liste: 2025-06-30 Name: Kapelle hll. Sebastian und Fridolin GstNr.: .104 Kapelle Hll. Sebastian und Fridolin (Bangs)                                                                                   |
| ja   | Datei hochladen | Spiersbachbrücke, Hochbrogg HERIS-ID: 112362 Objekt-ID: 130505seit 2015                                   | Habererweg Standort KG: Nofels                       | Die Spiersbachbrücke, eine aus Bruchstein gebaute Bogenbrücke mit unbekanntem Errichtungsdatum, verbindet Österreich und Liechtenstein über den Spiersbach. Zum Zeitpunkt ihrer Sanierung im Jahr 2016 wurde ihr Alter auf mindestens 250 Jahren geschätzt. | BDA-Hist.: Q27854139 Status: Bescheid Stand der BDA-Liste: 2025-06-30 Name: Spiersbachbrücke, Hochbrogg GstNr.: 4202, 4243/1 Spiersbachbrücke |
| ja   | Datei hochladen | Alte Pfarrkirche Unsere Liebe Frau Mariae Heimsuchung und Friedhof HERIS-ID: 74622 Objekt-ID: 88047       | Nofels Standort KG: Nofels                           | Die Alte Pfarrkirche in Nofels im Osten der Stadt ist auf zwei Seiten vom ummauerten Friedhof umgeben. Sie wurde 1726 neu erbaut und 1730 geweiht. Der hohe Turm mit Giebelspitzhelm schließt im Südwesten an das Langhaus und den Chor an. Der Hochaltar mit einem Bild der Himmelfahrt Mariens stammt fast zur Gänze aus dem Jahr 1726. | BDA-Hist.: Q63986626 Status: § 2a Stand der BDA-Liste: 2025-06-30 Name: Alte Pfarrkirche Unsere Liebe Frau Mariae Heimsuchung und Friedhof GstNr.: .1, 1 Alte Pfarrkirche Mariä Heimsuchung (Nofels)                                                   |
| ja   | Datei hochladen | Kapelle hll. Martin und Magnus HERIS-ID: 74617 Objekt-ID: 88041                                           | Oberfresch 2a Standort KG: Nofels                    | Die nach Norden orientierte Kapelle mit Satteldach und Glockenturm steht auf einem Hang über Nofels und wurde im Jahr 1679 erbaut. | BDA-Hist.: Q38136014 Status: § 2a Stand der BDA-Liste: 2025-06-30 Name: Kapelle hll. Martin und Magnus GstNr.: .124 Kapelle Hll. Martin und Magnus (Fresch)                                                                                            |
| ja   | Datei hochladen | Kruzifix HERIS-ID: 82213 Objekt-ID: 96027                                                                 | Oberfresch 2a Standort KG: Nofels                    | | BDA-Hist.: Q38177976 Status: § 2a Stand der BDA-Liste: 2025-06-30 Name: Kruzifix GstNr.: .124 |
| ja   | Datei hochladen | Neue Pfarrkirche Nofels HERIS-ID: 74613 Objekt-ID: 88035                                                  | Rheinstraße 7a Standort KG: Nofels                   | Die neue Pfarrkirche Feldkirch-Nofels, ein nach Westen orientierter Saalbau mit eingezogenem Chor, Satteldach, Lisenengliederung und südlich angebauter Sakristei, wurde nach Plänen von Adolf Wouk 1959/1960 errichtet. | BDA-Hist.: Q24254206 Status: § 2a Stand der BDA-Liste: 2025-06-30 Name: Neue Pfarrkirche Nofels GstNr.: .332 Pfarrkirche Mariä Heimsuchung (Nofels) |
| ja   | Datei hochladen | Kath. Pfarrkirche Hl. Familie, Tisis HERIS-ID: 46101 Objekt-ID: 47759                                     | Alte Landstraße 1 Standort KG: Tisis                 | Die neue Pfarrkirche Feldkirch-Tisis ist ein Saalbau mit einem weit vorkragenden Dach, das an der Nordseite durch Holzstützen getragen wird, einem nordwestlich stehenden Kirchturm mit offenem Glockenstuhl, einem Kriegerdenkmal und Nischenarkaden an der Ostwand sowie einer südlich angebauten Sakristei. Sie wurde 1956 bis 1959 nach Plänen von Norbert Endler und Franz Magloth errichtet. Das Pfarrhaus wurde 1975 südlich der Kirche gebaut. | BDA-Hist.: Q24231308 Status: § 2a Stand der BDA-Liste: 2025-06-30 Name: Kath. Pfarrkirche Hl. Familie, Tisis GstNr.: 552/2 Pfarrkirche Heilige Familie (Tisis)                                                                                         |
| ja   | Datei hochladen | Alte Pfarrkirche hl. Michael und Friedhof HERIS-ID: 74614 Objekt-ID: 88036                                | Dorfstraße 76 Standort KG: Tisis                     | Urkundlich 1218 genannt, mit Fresken an der Fassade aus dem 14. und 15. Jahrhundert. Seitenaltarbilder von Franz Xaver Bobleter. | BDA-Hist.: Q1443841 Status: § 2a Stand der BDA-Liste: 2025-06-30 Name: Alte Pfarrkirche hl. Michael und Friedhof GstNr.: .82, 327/1, 327/2 Kirche St. Michael (Tisis)                                                                                  |
| ja   | Datei hochladen | Landedelsitz Helbockhof HERIS-ID: 74611 Objekt-ID: 88033                                                  | Rosamichlweg 1 Standort KG: Tisis                    | Der stattlich Ansitz mit großer Giebelfront wurde ursprünglich bereits im Jahr 1257 erbaut und im 20. Jahrhundert zweimal renoviert. | BDA-Hist.: Q38135953 Status: Bescheid Stand der BDA-Liste: 2025-06-30 Name: Landedelsitz Helbockhof GstNr.: .57/2 Ansitz Helbock (Feldkirch) |
| ja   | Datei hochladen | Kapelle hl. Antonius von Padua HERIS-ID: 74574 Objekt-ID: 87990                                           | St.-Antonius-Straße 9 Standort KG: Tisis             | Die Kapelle mit geknicktem Satteldach und Glockenturm wurde im Jahr 1686 geweiht. An den Rechteckbau schließt ein Zentralbau mit drei halbkreisförmigen Apsiden mit geschweifter Kuppel an. Der Hochaltar stammt aus dem Jahr 1653; der linke und rechte Seitenaltar entstanden 1684. | BDA-Hist.: Q38135501 Status: Bescheid Stand der BDA-Liste: 2025-06-30 Name: Kapelle hl. Antonius von Padua GstNr.: .58 Kapelle hl. Antonius von Padua (Feldkirch)                                                                                      |
| ja   | Datei hochladen | Neue Pfarrkirche hll. Cornelius und Cyprian und Friedhof HERIS-ID: 74625 Objekt-ID: 88050                 | Alberweg 1 Standort KG: Tosters                      | Die neue Pfarrkirche von Feldkirch-Tosters wurde 1977 geweiht. An die 1976 abgebrochene Vorgängerin von 1878 erinnert nur der durch Gesimse gegliederte Kirchturm mit Giebelspitzhelm und rundbogigen gekoppelten Schallfenstern, der in den von Guntram Mätzler geplanten Neubau einbezogen wurde. Die neue Kirche, mit umlaufendem Geschoßgesims und zwei markanten Satteldachaufbauten, hat einen annähernd quadratischen Grundriss, der sich über die Fläche zwischen Pfarrzentrum und Turm erstreckt. | BDA-Hist.: Q24255221 Status: § 2a Stand der BDA-Liste: 2025-06-30 Name: Neue Pfarrkirche hll. Cornelius und Cyprian und Friedhof GstNr.: 904/1, 902/2 Pfarrkirche hll. Kornelius und Cyprian (Tosters)                                                 |
| ja   | Datei hochladen | Kapelle hl. Wolfgang HERIS-ID: 74618 Objekt-ID: 88043                                                     | Tosters Standort KG: Tosters                         | Die im Wald am Nordrand der Siedlung stehende Kapelle mit Spitzbogenportal und mehreren Spitzbogenfenstern wurde bereits 1448 erbaut und 1846 restauriert. | BDA-Hist.: Q38136031 Status: § 2a Stand der BDA-Liste: 2025-06-30 Name: Kapelle hl. Wolfgang GstNr.: .1 St. Wolfgangskapelle (Tosters) |
| ja   | Datei hochladen | Burgruine Tosters HERIS-ID: 74589 Objekt-ID: 88009                                                        | südöstlich Tostner Burgweg 52 Standort KG: Tosters   | Die erste Burg an diesem Standort entstand 1260 im Auftrag der Grafen von Montfort. 1405 brannte sie im Zuge der Appenzellerkriege bis auf den Turm ab. Ab 1406 wurde sie wieder aufgebaut. Nach 1606 war sie dem Verfall preisgegeben. Die noch erhaltene Ruine des Bergfriedes sowie Teile des Palas und der Außenmauer wurden 1974 bis 1980 gesichert und saniert. | BDA-Hist.: Q2175456 Status: Bescheid Stand der BDA-Liste: 2025-06-30 Name: Burgruine Tosters GstNr.: 1 Burgruine Tosters |
| ja   | Datei hochladen | Mesnerhaus HERIS-ID: 82215 Objekt-ID: 96029                                                               | Tostner Burgweg 52 Standort KG: Tosters              | Das Mesnerhaus wurde 1774 auf den Fundamenten eines abgekommenen Gebäudes errichtet. Darin war zudem bis 1848 die Volksschule untergebracht, da der Mesner zugleich Schulmeister war. | BDA-Hist.: Q38177997 Status: § 2a Stand der BDA-Liste: 2025-06-30 Name: Mesnerhaus GstNr.: .9 Messmerhaus Tosters St. Corneli |
| ja   | Datei hochladen | Alte Pfarrkirche hll. Cornelius und Cyprian und Friedhof HERIS-ID: 56224 Objekt-ID: 65317                 | Tostner Burgweg 54 Standort KG: Tosters              | Diese Kirche wurde 1178 erstmals urkundlich erwähnt und im 17. Jahrhunderts vergrößert und umgestaltet, wobei unter anderem das Langhaus abgerissen und neu erbaut wurde. Das Langhaus hat einen rechteckigen Grundriss und einen eingezogenen Chor mit 3⁄8-Schluss. An den Südturm wurde 1676 die Sakristei angebaut. Langhaus, Sakristei und Turm sind durch Satteldächer gedeckt, während die Portalvorbauten des Beinhauses südlich des Turms und des schlichten Hauptportals an der Giebelseite Pultdächer haben. | BDA-Hist.: Q436076 Status: § 2a Stand der BDA-Liste: 2025-06-30 Name: Alte Pfarrkirche hll. Cornelius und Cyprian und Friedhof GstNr.: .8 Pfarrkirche St. Corneli (Tosters)                                                                            |

## Ehemalige Denkmäler
| Foto |                 | Denkmal                                    | Standort                               | Beschreibung | Metadaten                                                                                                |
| ---- | --------------- | ------------------------------------------ | -------------------------------------- | --- | --- |
| ja   | Datei hochladen | Kapelle Mariahilf Objekt-ID: 88056bis 2018 | Egelseestraße 93a Standort KG: Tosters | Die Kapelle ist ein Rechteckbau mit 3⁄8-Schluss und kräftig abgetreppten, über Eck gestellten Strebepfeilern. Sie trägt ein Satteldach mit Dachreiter. Das Portal, die Fenster und das Gewölbe des Betraums sind spitzbogig ausgeführt. | BDA-Hist.: Q38136139 Status: § 2a Stand der BDA-Liste: 2018-01-22 Name: Kapelle Mariahilf GstNr.: 1579/3 |